# キッチンカー

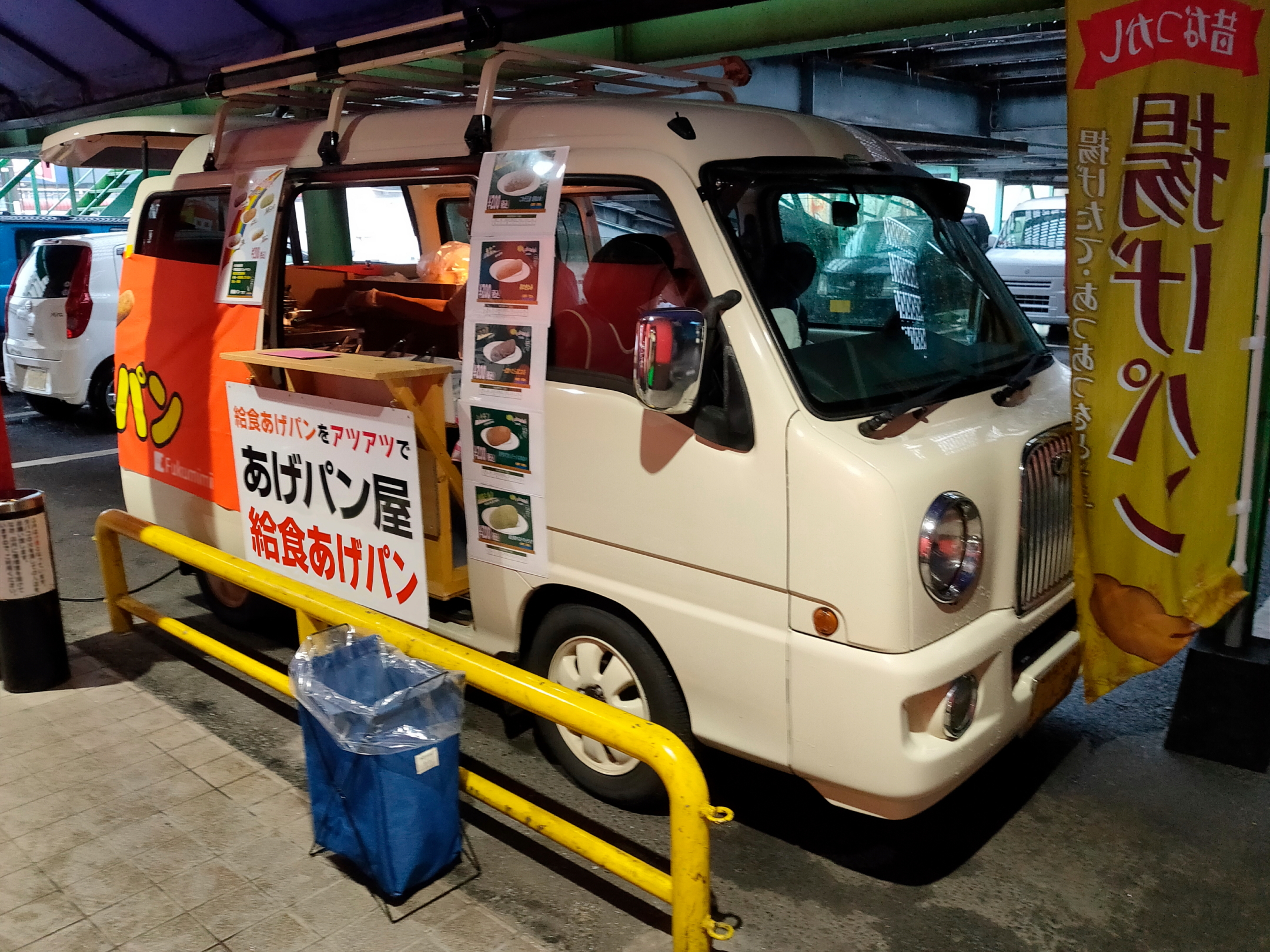
『揚げパン』を販売するキッチンカー（フードトラック）

キッチンカー（和製英語：kitchen car 英語：food truck）は、食品の調理設備を備える車両のこと。「フードトラック」「ケータリングカー」「ケータリングトラック」などとも呼ばれる。
主に調理販売を目的としているが、アイスクリームトラックなど、冷凍または包装済の食品を販売する（すなわち調理を伴わない）ものも存在する。

## 概要
厨房機器を備えているため日本における車両の分類上は多くの場合特種用途自動車の一種となるが、ほとんどの車両には飲食のための客席を車内に備えられていないため、道路運送車両法等に定められる食堂車と同義とは必ずしもいえない。一般に食品の移動販売、ケータリングに用いられるが、陸上自衛隊で使用される野外炊具、警察の機動隊等の調理施設を備えた車両も一般にキッチンカーと呼ばれている。「フードブース」や「フードカート（屋台）」などと共に毎日25億人にサービスを提供する屋台業界を構成する。
北米ではサンドイッチやハンバーガー、フライドポテトなど一般的にファーストフードを提供するものが多く、日本などでは地域の名産品を販売する車両も存在する。2010年代初頭、個人宅や旧工場、レストランなどの一部をイベントなどで一時的に貸し出す「ポップアップレストラン」の流行によって様々な料理を提供するフードトラックも人気となり、その中でも特にエスニック料理が人気を博している。

## 歴史

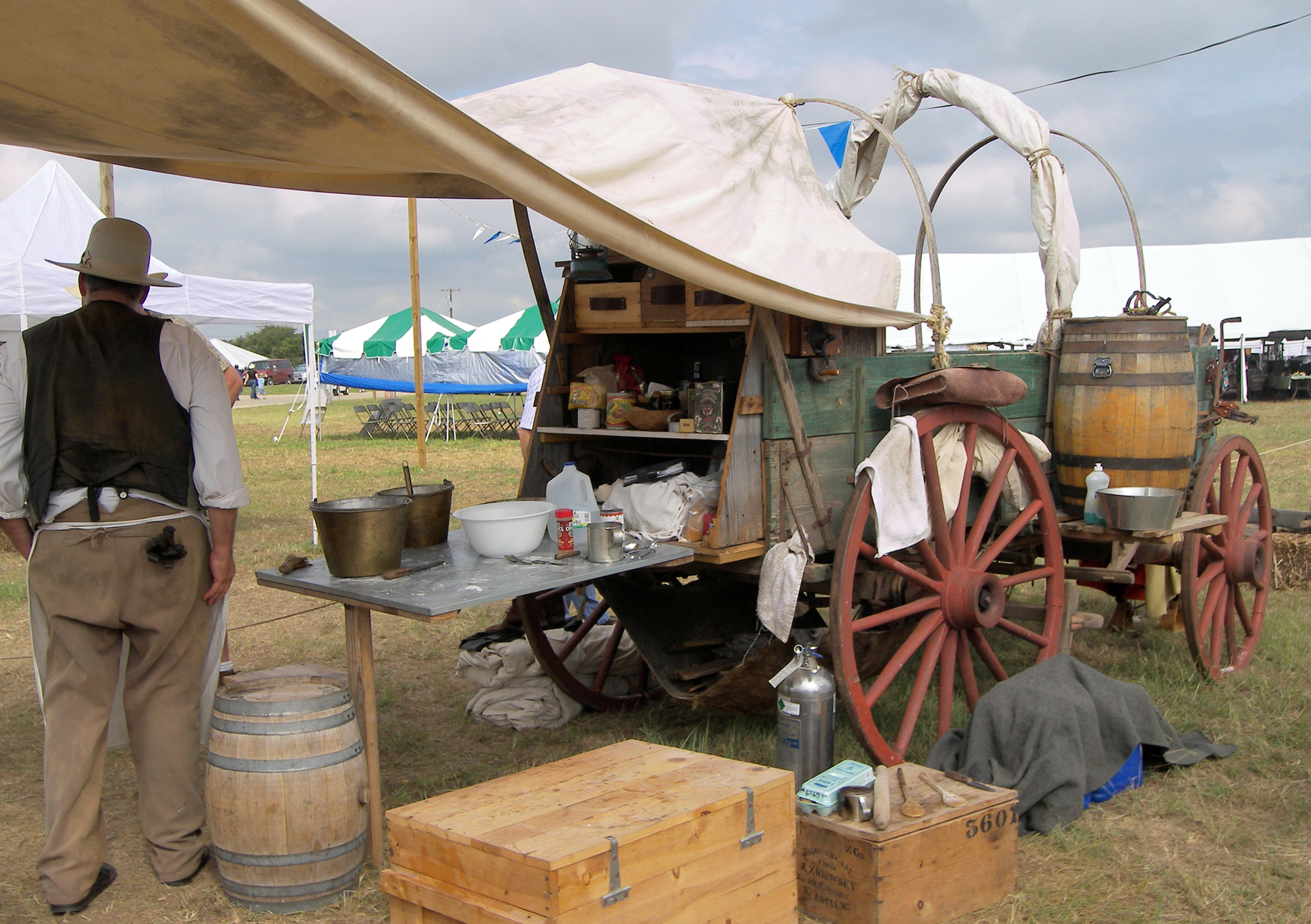
オースティンのワイルドライフ・エキスポで再現されたチャックワゴン

アメリカではテキサス州の「チャックワゴン」がフード・トラックの前身となる。1800年代後半、テキサスの牧場主であるチャールズ・グッドナイトにより考案された。軍から払い下げられた木製のワゴンに医療品や塩漬けにした食料品を積み込み、移動しながら長い放牧生活を行っている。また、ワゴンには水樽が備え付けられているため、薪を使用し加熱や調理が行える仕組みであった。
現代のフード・トラックの起源となるのは、1872年に食品ベンダーであったウォルター・スコットによって考案された「ランチワゴン」である。スコットはワゴン車に窓となる開口部を設け、ロードアイランド州プロビデンスにある新聞社の前に駐車し、サンドイッチの販売を行っている。
1880年代には飲食店のカウンターを担当していたトーマス・H・バックリーによってマサチューセッツ州でランチワゴンの製造を開始しており、シンクや冷蔵庫、調理用コンロ、色付きの窓など数々の装飾が施された車両の紹介を行っている。
1950年代にはランチワゴンは移動式の食堂となり、これら移動式の食堂はアメリカ陸軍によって認可されたことで基地内で運営されている。
「ローチ・コーチ（roach coaches）」や「ガット・トラック（gut trucks）」の愛称で呼ばれた移動式のフード・トラックは、都市から遠く離れた僻地で鉄道線路の敷設を行う労働者のために日常的な食糧を供給する問題が発生したことでその役を担っており、建設現場や工場、配達員などブルーカラーの作業に従事する人へ向けたサービスとして長く定着している。アメリカでは基本的に外出中の人が安価で軽食を採ることができる手段を提供していた。
1980年代に入り世界各国で急激な伸びを見せ始めており、ニューヨーク市などの大都市では時間とお金を節約するため挙って利用されており、レストランとのシェア争いが繰り広げられている。
2010年代には経済不況であるグレート・リセッションとなり、経済的変化も加わったことでアメリカ国内ではフード・トラックの数が増加している。これは、建設業が衰退したことでフード・トラックが過剰となっており、経済不況から高級レストランのシェフの多くが解雇されており、解雇された経験豊富なシェフが実店舗のレストランとして起業するよりも少額の投資で済む背景からと見られている。日本でもキッチンカーは販売だけでなくリースやレンタルのほかに、車両費用と出店場所の確保、各種保険や経営サポートまでをパッケージ化したサブスクリプション方式なども行われているため、少額の投資で開業できる点が魅力となる。

## 世界のキッチンカー事情

### 日本

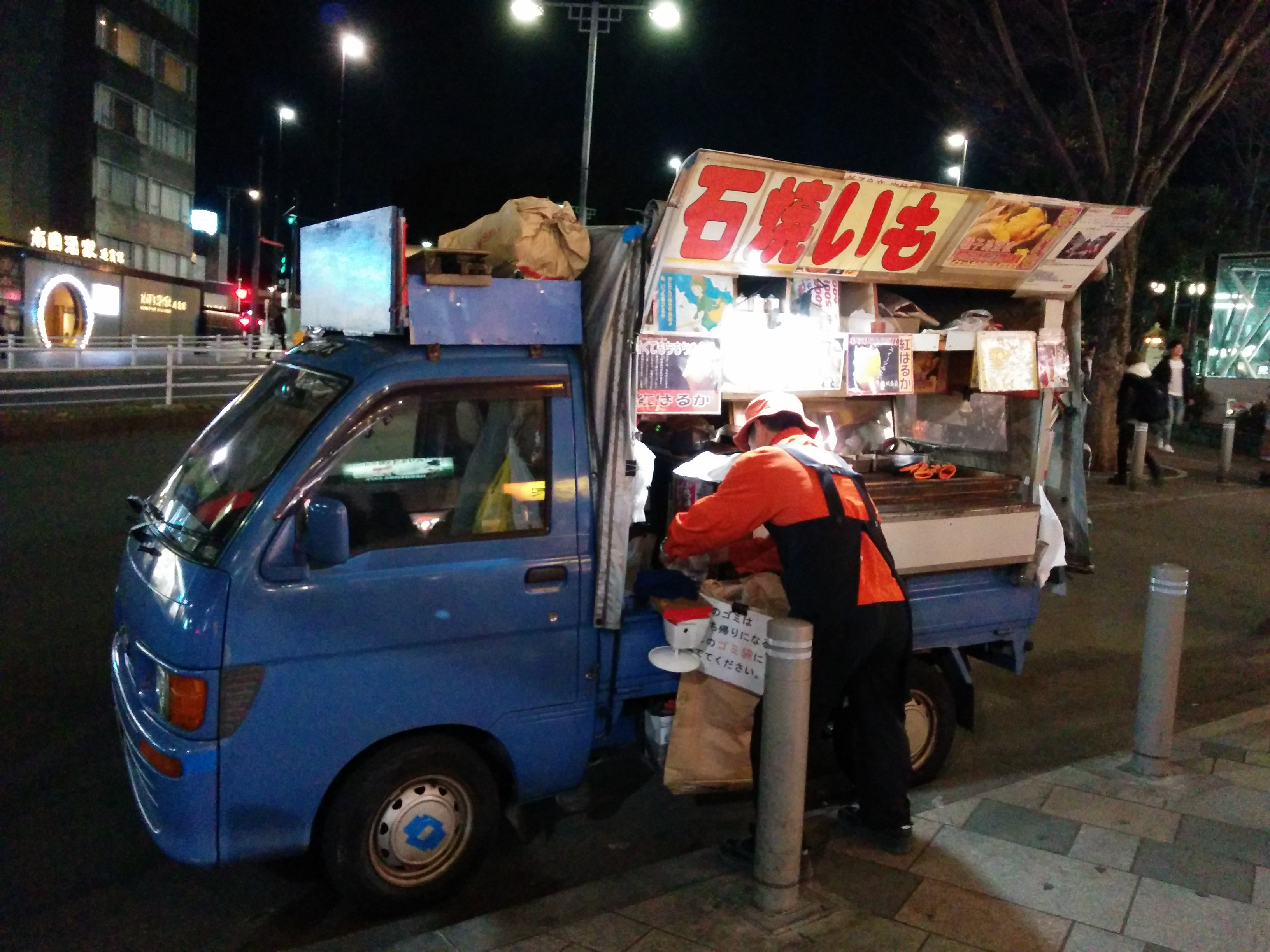
伝統的な石焼き芋の軽トラック

日本での「キッチンカー」の形態としては、「移動販売の発展型」「自走可能な屋台」「諸外国のキッチンカーの形態を日本に持ち込んだもの」がある。移動販売や屋台の発展形としては、石焼き芋や蕎麦、ラーメン等がある。また、キッチンカーの形態を持ち込んだものとしてはピザやクレープ、ケバブ、アイスクリームなどがあり、この形態を活用してから揚げ、丼物等の日本食も扱われるようになっている。
戦後初期に栄養改善運動のための「栄養指導車」が登場し、当初これがキッチンカーと呼ばれていた。
日本でキッチンカーを最初に事業展開した人物については諸説あるが、1997年創業の（当時）有限会社アジアンランチの山口健司との言及がある。
東日本大震災の直後から復興にむけての支援や、コロナ禍におけるテイクアウト需要の高まりによりキッチンカーの需要も高まっている。群馬県前橋市では2021年4月から6月までのキッチンカーでの営業許可件数が全体の15パーセントを占めるまでに増加しており、新規参入者に対するマッチング支援を行うサービスや経営コンサルティング事業を行う企業なども増加している。ハウス食品でもキッチンカーの貸し出しや食材の提供、キャッシュレス決済サポート、場所の確保などプラットフォーマーとして参入を表明している。行政側でも飲食店の企業支援策や地域活性化策の一環として支援しており、補助金の給付や場所の提供などを行っている。福井県勝山市ではキッチンカーの開業に対し最大500万円の補助制度を発表しており、敦賀市でも100万円を上限に補助する制度を開始している。

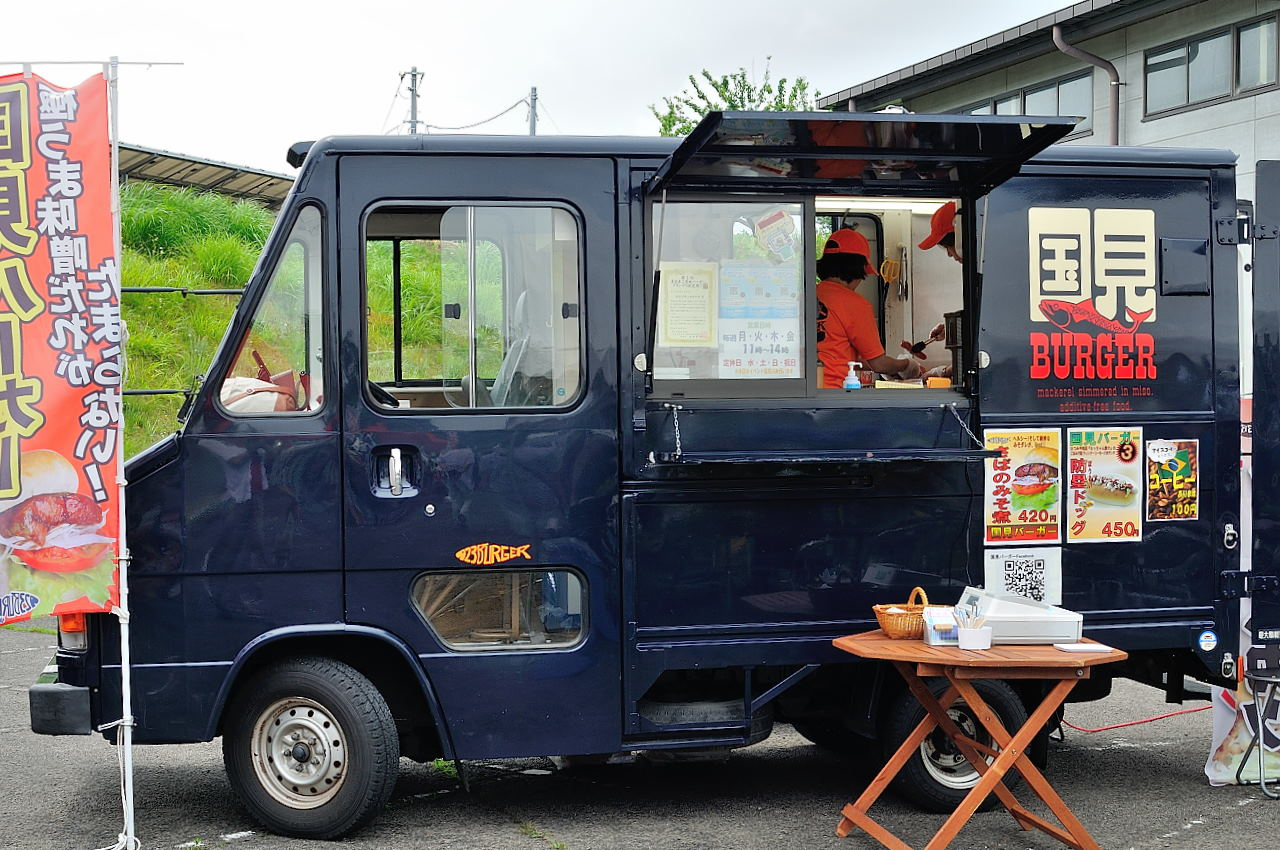
国見バーガーキッチンカー

新型コロナウイルスの流行により都市部の企業ではテレワークが導入され、屋外イベントも軒並み中止となったことでその影響はキッチンカーにも及んでいるが、おもな営業場所も都市部のオフィス街から住宅地へと変わっており、緊急事態宣言（緊急事態宣言及びまん延防止等重点措置）が発出され外出が制限されたことで外食ができず、コンビニ弁当ばかりでは飽きてしまい、近年台頭しているデリバリーサービスは手数料が高いと感じている層に対し受け容れられている。また、これまでマンションなど集合住宅地では自治会が取り纏めた住民の総意がなければ出店が難しかったが、緊急事態宣言の発令により住民の総意が得られやすくなったこともあり、需要は右肩上がりとなっている。
京都府久御山町では1,600の事業所が入居する大型工業団地を抱えるが、コンビニエンスストアや飲食店の開業が法的に規制されている地域であることから従業員の昼食が取りづらい点が問題視され、キッチンカーによる弁当の移動販売を町が支援している。宮城県石巻市の石巻赤十字病院では、病院前のロータリーをキッチンカー業者に対し開放した。医療従事者は感染予防対策上、飲食を含め自由に交流することが制限されているため外食が困難であったが、三密が避けられる環境であること、売り上げが落ち込んでいる飲食店の支援策になる上、営業場所を求めていたキッチンカーとのニーズが合致したことによる。
さいたま市や秋田市、宮崎県新富町でも、地域活性化や場所の有効活用と新たな財源確保を目的とした市庁舎前の広場を解放した実証実験や支援を行っており、大阪府吹田市においてもキッチンカーシェア・マッチングサイト「モビマル」と共同で市営住宅や団地などへキッチンカーを誘致する社会実験を開始している。神戸市でも北区、垂水区、西区内にある6カ所の団地においてキッチンカーによる移動販売の実証実験を行っている。これは、ニュータウンなど居住する住民の高齢化に伴い買い物難民の増加が懸念されたことで開始されており、付近に飲食店がなくスーパーマーケットも遠いため住民から好評を博している。また、マンションデベロッパーでも住民サービスとしてキッチンカーの誘致を行っている。大型マンションは共働き世代や子育て世代が多く入居し、コロナ禍で在宅が増えたことで朝昼晩の家事が負担となっており、マンションでの試験運用も概ね好評を得ている。このほか神奈川県相模原市の下九沢団地では、高齢者の見守り巡回を兼ねた販売を団地に限定したキッチンカーが営業している。
愛媛銀行では自行駐車場の有効活用を目的として、毎週水曜日に県内5カ所の支店の駐車場へキッチンカーを誘致するイベントを開催しており、同行の携帯アプリからこのイベントで利用することができるクーポンを配布している。
山梨県小菅村では物流会社と協力し、山間部の配送拠点に設営された吉野家のキッチンカーで調理された牛丼をドローンを用いて配送する実証実験を行っている。
帝国ホテルは「新型コロナウイルス感染症の拡大以来、食事のテイクアウト需要が高まっていることを受け、また、より多くのお客様に帝国ホテルの味をお届けしたいという想いから、新たな試みとしてキッチンカーによるテイクアウトメニューの販売を開始いたしました」として、キッチンカーを開発した。東京国際フォーラム地上広場での期間限定の開設ではあったが、連日完売するなど好評だったことからメニューを拡充させ期間限定で再開した。

### アジア

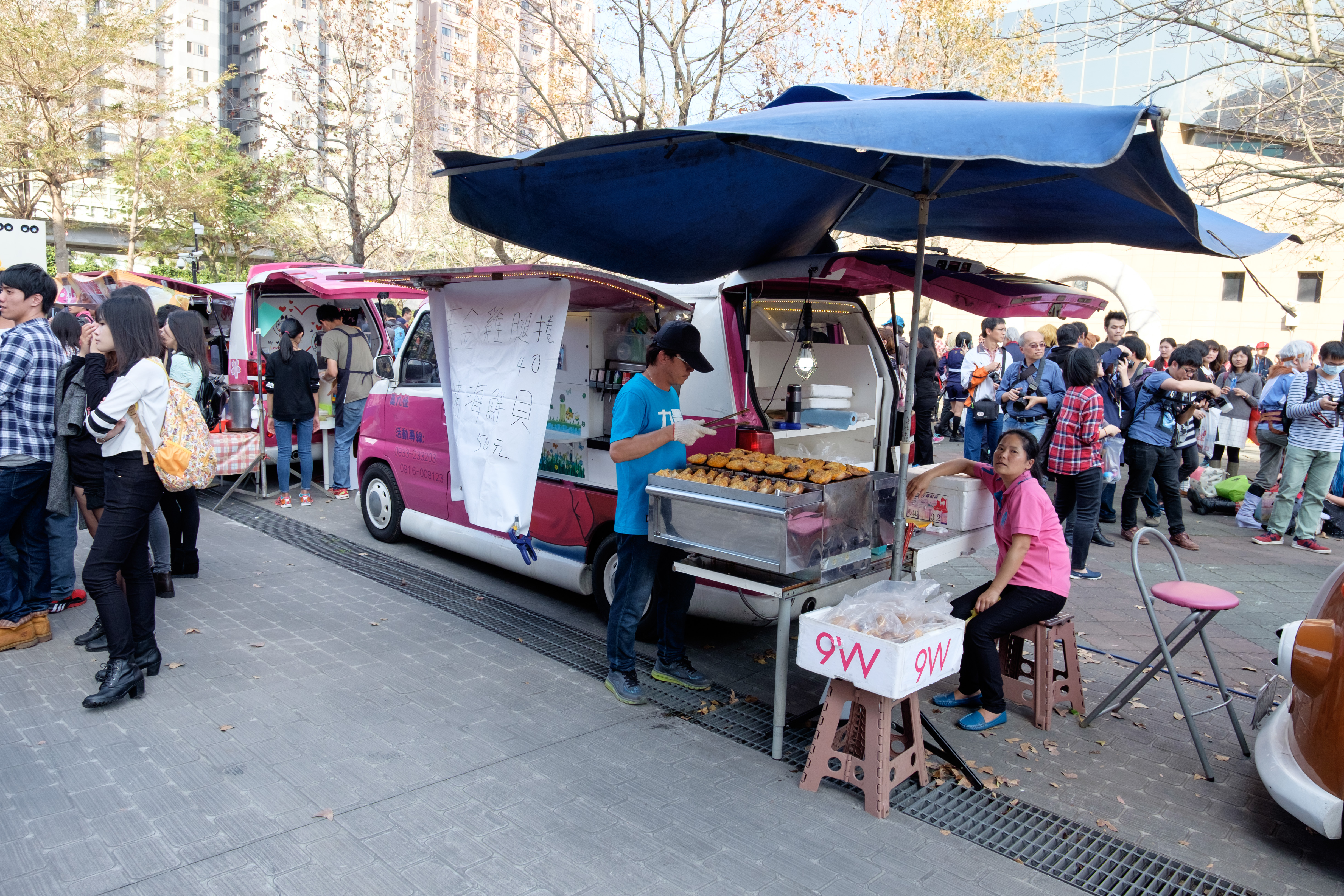
台湾のキッチンカー

アジアでは古くから屋台の文化があり、歴史的に天秤棒で担ぐ物からリアカーなどを人力・自転車等で牽く移動形態をとるものも多いため、広く受け入れられている。簡単な調理技術と設備、そして最小限の投資で開業可能であり、立地や時間的拘束がないことから飲食店開業の足掛かりとしてこの業界に参入する者も多い。提供される食品は、主に地元の文化と味を反映するものが多く、また消費者にとって安価で迅速に食事を済ませられることが魅力ともいえる。
アジアの中でも特に台湾は、朝昼晩の3食とも外食で済ますほど外食文化が進んでおり、一人暮らし用のアパートにはキッチンがないのが標準となり、簡易食堂で販売される一品料理「小吃（シャオチー）」が安価で提供されている。
中国では、無人搬送車（AGV）を利用した無人キッチンカーが上海張江ハイテク産業開発区に登場しており、朝食を満載したAGVが地下鉄駅前に停車し販売を行っている。車輛に設置されたタッチパネルを操作し、スマートフォンの電子決済サービスを利用した支払いを行うと購入した商品が取り出せる仕組みとなっている。また、公園やエンターテイメント施設でも運用され、合計200台以上が稼働している。中国のベンチャー企業「新石器（Neolix）」が自律走行車両の公道試験の認可を受けたことで「ケンタッキーフライドチキン（KFC）」コラボレーションによるKFC無人フードトラックなども誕生している。

### カナダ
特にケベック州では、コンチナ（フランス語でカフェテリア）として知られ、キッチンカー自体は全国的に広く用いられメキシコ料理からグリルチーズサンドイッチに至るまで幅広い料理を提供している。バンクーバー発祥のキッチンカー「Vij’s Railway Express」は、新鮮なインド料理を提供し、国営航空エア・カナダの機内誌の世論調査で強豪を抑え2013年カナダ最優秀新レストランとなっている。

### アメリカ合衆国

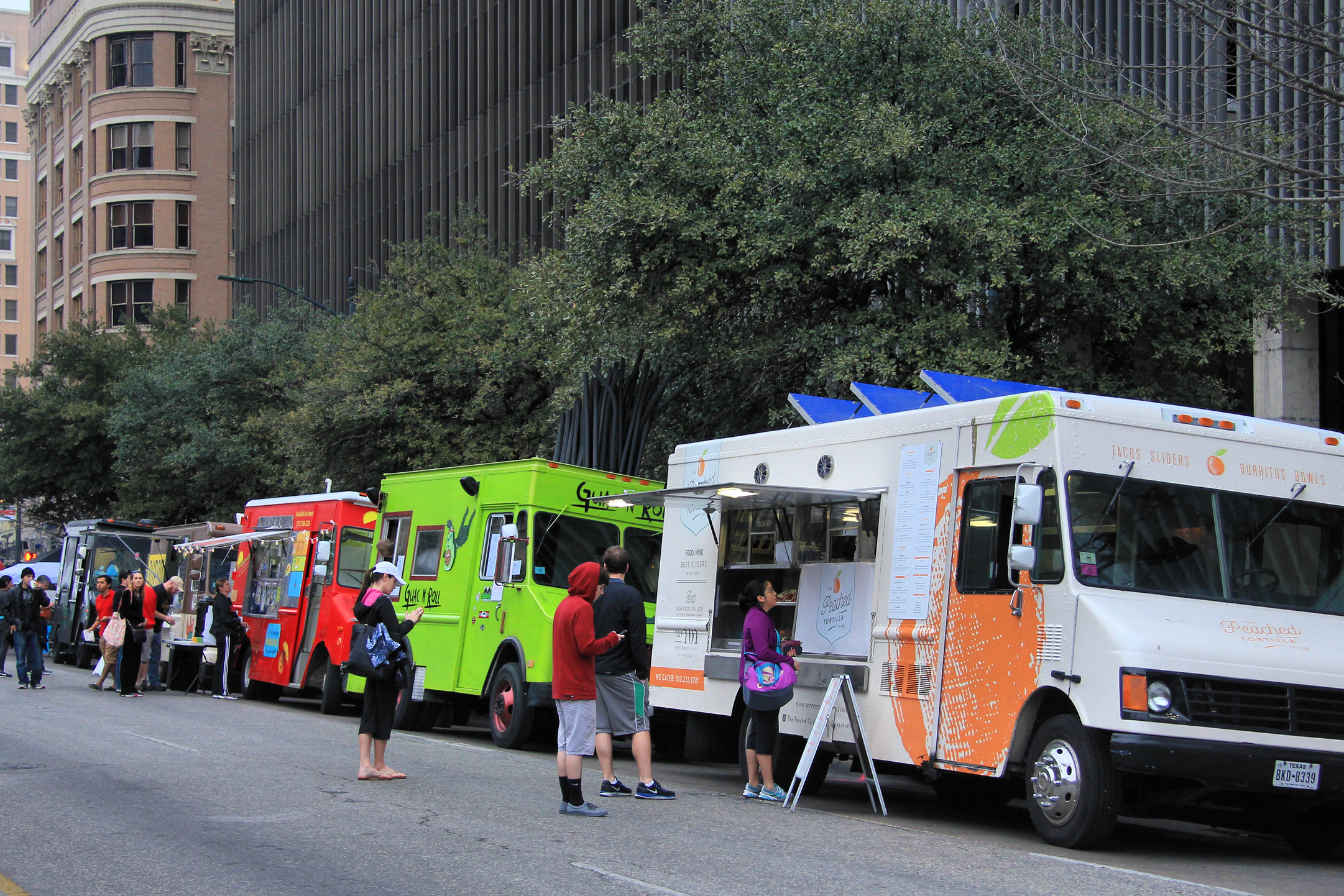
テキサス州オースティンでオースティン・マラソン大会のため設営されたフードトラック群

アメリカ合衆国のキッチンカーの起源は19世紀初頭、牛の買い付けに際し、生産地である西部から消費地である北部・東部への数か月にわたる牛の移動が強いられたため チャックワゴンという移動式調理施設が南北戦争の放出品の馬車などからチャールズ・グッドナイトによって作り出された。また、もう一つの起源として19世紀後半に入り主に都市部で、サンドイッチやパイといった軽食をビジネス街で提供する調理施設を備えた車両がみられるようになっている。どれも安価で手軽な食事スタイルが定評であると共に、ある種のなつかしさや郷愁を誘うものとして人気を博している。
アメリカでは世界各地の料理文化が集まり一か所でお気に入りの料理をみつけることが出来るため、キッチンカーが一堂に会する「フードトラックラリー」や「フードトラックパーク」などの人気も高まっている。2013年8月31日、フロリダ州タンパは世界最大となるフードトラックラリーを主催し、99台が参加。2014年には121台を集めギネス世界記録として認定された。また、都市部やその近郊では恒久的なフードトラックパークとしてサービスの提供を行っている。
主にイベントや結婚式、映画撮影、企業の会合などで利用され、広告代理店による宣伝活動やブランディングなどにも利用される。

### メキシコ
メキシコには路上での食品販売の規制はないため、近年大きな成長を遂げている。キッチンカーのオーナー達は2013年に業界団体を設立しその地位を確立しようと努めている。路上で調理をする個人営業主のほか、自社製品の宣伝のためにキッチンカーを用いて正規店として営業を行う企業もある。

### ヨーロッパ

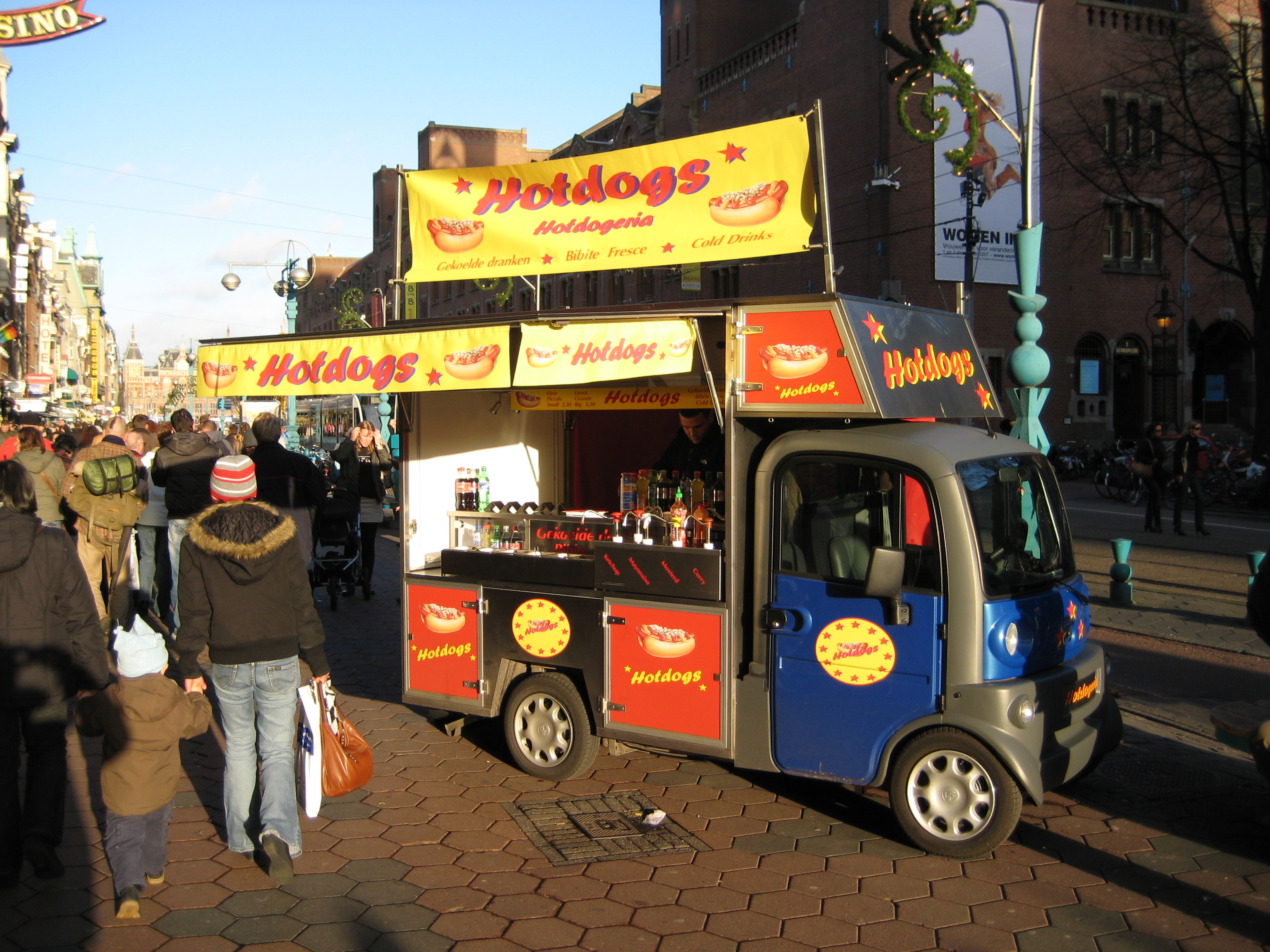
ホットドッグ（アムステルダム）

イギリスでは動力移送の出現により第二次世界大戦時代からキッチンカーはもちいられ、兵士の士気を高めるものとして各地の劇場などで紅茶などを提供する茶汲みである「ティーレディー」等によって利用されていた。現在ではスナック・バンとして知られ、タコス、ハンバーガーのほか、ドーナツなど幅広い食品を扱い、ほぼ全ての幹線道路の人出のある地域の路肩などに見られ、旅行者の中には比較的高価なサービスエリアなどよりも安価なキッチンカーの料理を好む者もいる。
ベルギーでは郷土料理であるフライドポテトのキッチンカーが古くから見られ、ブリュッセルでは毎年5月にヨーロッパ最大のキッチンカーフェスティバルが催されている。
フランスでのキッチンカー営業は、地元警察機関を始めとした4つの異なる所管機関に届け出が必要とされているが、屋外の市場などを中心にタコス、ハンバーガーを含む商品は特筆すべき人気を博している。イタリアでは、その認知度は低く2014年になって初めてキッチンカーの祭典が催された。

### オーストラリア
オーストラリアでは全国的にキッチンカーが利用され、メディアでも最近の流行として取り上げられている 。また全国のキッチンカーを一覧表示するサイトなども登場している。

## 災害支援
1995年1月17日に発生した阪神・淡路大震災で日清食品がキッチンカーを派遣したことが災害支援の転機となっており、創業者である安藤百福は被災地の様子をみて戦時中の悲惨な光景を思い出し、所有していたキッチンカーを直ちに現地に派遣するよう指示を出しており、現地で1,600食のチキンラーメンが無償で提供された。吉野家でも所有するキッチンカーを現地に派遣しており、調理用テントを設営した形で被災地支援を行っている。
災害発生時、緊急支援物資が集積される公民館などでは人手や車両・燃料不足・道路寸断などによる配送網の欠如から各避難所に対し物資が届けられず、中でも食料品は腐敗することで放置される傾向にあり、幼児の離乳食やミルク不足、食品アレルギーや疾患、老人への介護食の問題などのほかに、収容人数に対し食料数が足りない場合、平等に配ることができなくなるとして廃棄される事例も発生している。また、避難所に指定されている場所の大半が公民館や体育館などであるため調理環境が整っておらず、備蓄したインスタント食品も調理するためのお湯が確保できないことで配給されず、設置されている場所で被災した場合もライフラインが復旧するまで時間が掛かかるうえ、手洗いができず、トイレ問題など衛生環境が日々悪化することで東日本大震災で開設された福島県のビッグパレットふくしま避難所ではノロウイルスによる集団食中毒が発生している。被災者自身が炊き出しを行う際も、大量調理の技術や食品衛生に関する知識を持ち合わせている人が少なく、その都度話し合いが必要となり食材が痛むことで同様に食中毒を引き起こす可能性などが指摘されているため、災害時の炊き出し施設として、愛媛県今治市と松山市、西条市、岐阜県海津市、香川県満濃町、神奈川県、大阪府大東市、三重県川越町と朝日町、岐阜県各務原市、静岡県 などでは業界団体と協定を結んでいる。日本最大級のモビリティビジネス・プラットフォームを展開する「Mellow」では災害時に被災地へ駆けつける災害支援団体「一般社団法人フードトラック駆けつけ隊」を2021年7月に設立した。
2000年の東海豪雨では壱番屋自身も被災する中、隣接するスーパーの駐車場を借りキッチンカーで炊き出しを開始しており、9月末まで毎日1千から2千食の提供が行われた。
2011年の東日本大震災では大手飲食店チェーンが運用する多数のキッチンカーが各被災地に向け派遣されている。震災後には東北の2団体が他の団体と協力し「キッチンカー全国災害支援ネットワーク」が設立された。
2015年3月に発生した融雪による土砂災害で、岩手県西和賀町は町の生命線である国道が分断され、復旧作業が進まず地域経済に多大な影響が発生し、ふるさと納税を利用したキッチンカーの導入を行っており、町外で販売を行ったことで地域経済が回復している。
2018年の防災の日には、産官学金連携の「地域おこし×災害支援フードトラックプロジェクト」が発足している。
全国キッチンカー事業振興協会は2021年7月に発生した熱海市伊豆山土石流災害において、伊豆山地区でキッチンカーによる炊き出しを行っている。令和3年8月豪雨でも甚大な被害を受けた佐賀県内各所で一般社団法人九州ケータリング協会に加盟するキッチンカーによる炊き出しが行われた。
2025年5月、厚生労働省は災害時におけるキッチンカーの迅速な対応のため、ボランティア目的でのキッチンカーは営業許可を不要とする見解をまとめ、各自治体に通知する方針を固めた。また、5月30日に坂井学防災担当大臣は災害時の迅速な派遣に向けたデータベース化を急ぐため、事業者に対する登録制度を開始すると述べ、キッチンカーやトイレカーなどを対象とし、災害救助法の適用となった場合には費用の9割は国が負担するとし、積極的な登録をお願いしたいと呼びかけた。

### 海外
イタリアでは各州、各市などで備蓄が行われ、各地域毎に1時間に1,000食が提供できるキッチンカーが配備され、有償ボランティアによる定期訓練が行われており、災害発生時には現地へと向かい各種料理の提供が行われる仕組みとなっている。食事は食堂で提供される食寝分離が基本であり、「被災者を一刻も早く日常生活に戻すことが国益に適う」を国是としていることから、被災時にはまず各市の備蓄で48時間を凌ぎ、その後、備蓄基地から大規模な支援を受ける仕組みとなっている。
アメリカではハリケーン・イメルダによる高速道路の通行止めの影響による立ち往生が発生した際、巻き込まれたフードトラックがその場で調理を開始し、ドライバーに無償で食事を提供した。

## 車両
主にウォークスルーバンやワンボックスカーなどが用いられており、日本国内では軽トラックやライトバン、ウォークスルーバンやトラックをベースとした各種カスタマイズが施された車両が用いらているほか、普通免許で牽引することができるキッチントレーラーなども使用されている。小さな車両はスペースが狭く積載する量が制限されるが安価となり、大きな車両になるにつれ制限が緩和され売り上げが見込めるが高価となる。ウォークスルーバンを除き車両メーカーから完成車としての販売は行われておらず、内装は基本的にフルオーダーとなるため各種コーチビルダー（架装業者）によって販売が行われている。また、コロナ禍に伴い密が避けられる手段として業界の成長を見込み、異業種からの参入が広がっている。札幌市白石区にある製造業者は、新型コロナ禍前と比べて問い合わせ件数が4倍となり、製造台数も倍へと膨れ上がっており多忙を極めている。なお、新車の製作費用は安いもので300万円からとなる。中古車をベースに開業するケースでも車両購入費以外に別途改造費が掛かるため概ね平均で300万円前後の費用が掛かるとされる。
神戸市のJUSETZマーケティング株式会社では、業界初となる着脱式キッチンカーの発売を行っている。車で移動し荷台部分を現地に据え置くことで、営業を可能とした。
熊本県天草市ではコロナ禍により売り上げが減少した飲食店に対し、貸し出し用キッチンカー2台を導入した。
トヨタ自動車では、燃料電池車を使用した災害時の外部給電普及を目的としたキッチンカーを発表した。スズキでも同様のコンセプトとなる移動式のオフィスカーを提案している。

## 関係法令
日本国内でキッチンカーを用いて食品を提供するには、各自治体が管轄する保健所の「営業許可（自動車）」が必須となる。2輪を除いた自動車での許可は「調理営業」と「販売業」に大別され、調理営業許可ではなま物の提供は禁止されており、簡単な調理が行えること・販売許可では車両での調理は禁止され、調理済のあらかじめ梱包されたものに限ることなどが法令で定められている。
食品衛生法に基づくものと各都道府県・市による条例に基づくものがあり、その許可基準は都道府県及び市により異なるため、ある都道府県で営業許可（自動車）を受けたキッチンカーが、必ずしも別の都道府県で営業許可（自動車）を受けられるわけではない。しかし、神奈川県や大阪市、埼玉県では、これまで別々であった許可制度を県内いずれかの保健所で許可を受けると県府内全域で営業できるように制度を改正した。具体的な設備要件として東京都では、「車内での調理加工」を伴う営業を届け出る場合には以下の条件が定められている。
- 耐水性および耐久性を有し、かつ、固定された屋根及び壁を有する自動車であり、塵埃、昆虫類の侵入を防止できる構造であること。（すなわち「幌付きトラック」「リアカー」「屋台」等は不可）
- 施設内は必要に応じて区画すること。
- 取扱品の取扱量に応じた十分な面積が確保されていること。
- 清掃しやすい構造であること。
- 十分な明るさを有する構造であること。
- 換気できる設備又は構造を必要に応じて設けること。
- ふたが取り付けられた十分な容量が確保され清掃可能な汚液、汚臭の漏れない耐水構造の廃棄物容器を備えること。
- 耐水性を有し、飲用適の水を供給する指定容量以上の給水タンクと同量の排水タンクを設けること。
  - 単一品目で調理加工は行わず食器の使用は1回限りの場合40リットル以上。
  - 多量の水を要する調理は行わない場合80リットル以上。
  - 上記以外で200リットル以上。
- 流水式洗浄設備を設けること。
- 電源装置を設けること。
- 自家発電による冷蔵設備または同等の食品を冷却保存できる設備を有すること。

など、細かく条件が定められている。2021年（令和3年）6月1日に食中毒への対策強化と国際的な衛生管理制度である「HACCP」を導入した改正食品衛生法が施行されている。
営業許可以外に食品衛生責任者を1名置くことや、2013年に発生した福知山花火大会露店爆発事故の教訓から翌年に条例が改正され、イベントなどに出店する際には消火器の準備と消防機関への届け出が義務化された。
道路上（公道）での営業は管轄する警察署において道路使用許可（3号許可）を得ない限り違法となるが、国土交通省でも新型コロナの影響を受けた飲食業を支援する目的で2020年6月に路上での占有許可基準を緩和している。
道路運送車両法の面では「加工車」として特種用途自動車（8ナンバー）登録されているものと、トラック（軽トラックを含む）に着脱可能な調理スペース（コンテナ）を備えることで貨物自動車のまま（1または4ナンバー）登録されているキッチンカーがある。
キッチンカーでの開業に至るまでには、必要となる機材を揃えたうえにこれら各行政機関への届け出手続きや受ける検査も煩雑となることから、開業志望者を対象とした「キッチンカー開業セミナー」を専門に開催する業者（多くはコーチビルダーや加工車扱い業者も兼業）やキッチンカー営業許可申請の代行業務をメインとして行う行政書士事務所も存在する。

## 活用事例
- 駅前や繁華街の広場や路肩での軽食販売

B-1グランプリ食堂、JR前橋駅前
- お祭り、スポーツ試合、イベントやコンサート会場などでの仮設営業

起業祭、ゲームマーケット、アニメイトカフェ
- ショッピングモール等、各種施設の建物周辺通路などでの常設営業

国見バーガー、LOG ROAD DAIKANYAMA
- オフィス街におけるランチ販売

ネオ屋台村
- 企業による飲食店開業支援プログラム

「ネスカフェキッチンカー」ネスレ日本と養老乃瀧の共同出資等
- 震災時などの炊き上げ、その後の復興支援

日清食品1-2、すき家、相馬・シダックス、かまいしキッチンカー、女川・出張おちゃっこクラブ
- テレビ番組企画などによる巡回、旅行

ぐるっと食の旅 キッチンがゆく、とく報!4時ら、ザ!鉄腕!DASH!!、今日感テレビ、FNS27時間テレビ
- 企業や公共団体による啓もう・PR（町おこし、CSR活動、販促など）

日清どん兵衛、栄養学、ナポリタン、日本型食生活、「福井発コシヒカリ」全国キャラバン、うまからっ新体験、地域おこしキッチンカー、日清食品・社会貢献活動「百福士」プロジェクト、ラーメン記念日フェスタ2013

## メディア
映画
- スパルタンX（1984年）
- シェフ 三ツ星フードトラック始めました（2014年）
- もったいないキッチン（2020年）

テレビ
- 全米横断！フードトラック・レース（2010年、フード・ネットワーク、ディスカバリーチャンネル、ABEMA）
- キッチンが走る!（2010年、NHK）
- ぐるっと食の旅 キッチンがゆく（2013年、NHK BSプレミアム）
- 彼とオオカミちゃんには騙されない（2017年、ABEMA）
- あと3回、君に会える（2020年、フジテレビ）
- MIU404（2020年、TBS）
- この恋あたためますか（2020年、TBS）
- 和牛の食材とれたてキッチンカーの旅（2020年、テレビ東京）
- 着飾る恋には理由があって（2021年、TBS）
- 珈琲いかがでしょう（2021年、テレビ東京）
- フードトラッカー峯岸みなみ（2021年、WOWOW）
- でんのすけのまるっとキッチンカーの旅（2021年、あいテレビ）
- ドリームチーム（2021年、NHK）
- 頂！キッチン（2022年、朝日放送テレビ）
- たとえあなたを忘れても（2023年、朝日放送テレビ）
- キッチンカー大作戦!（2023年 - 、朝日放送テレビ）

解説書
- 書籍「お店やろうよシリーズ」（技術評論社）
  - 第11巻「はじめての移動屋台 オープンBOOK」（著：バウンド、2007年10月15日、ISBN = 978-4-7741-3195-5 C2034）公式HP
  - 第24巻「はじめてのにぎわい移動屋台 オープンBOOK」（著：Business Train（株式会社ノート）、2013年10月25日、ISBN = 978-4-7741-5993-5 C0063）公式HP

漫画
- 珈琲いかがでしょう（2014年）
- ランチボックスまごころキッチンカー（2018年）
- キッチンカー『デリ・ジョイ』（2019年）
- キッチンカー鎌倉、推して参る（2019年）
- クレイジーフードトラック（2020年）
- やすらのキッチン（2020年）
- 夜明けのスパイスキッチンカー（2020年）
- 竜娘ティティのキッチンカー（2021年）

アニメ
- プリキュアシリーズ 初代（第2期）「ふたりはプリキュア Max Heart」（2005年2月6日 - 2006年1月29日、テレビ朝日） - 主人公が在籍しているラクロス部OBであり、相談相手として作中にも複数回登場する女性が脱サラを経て個人経営しているたこ焼き喫茶店（キッチンカー店舗のみ）として作中に登場。車体はフォルクスワーゲン・タイプ2。
- 魔法の天使クリィミーマミ（1983年 - 1984年、日本テレビ） - 主人公の両親が個人経営しているクレープ店（キッチンカー店舗および常設店舗）として作中に登場。

ゲーム
- PCゲームソフト「Cook, Serve, Delicious! 3?!」（Vertigo Gaming Inc.） - 経営および車内調理・車内販売をシミュレーションしている。公式HP（EPIC版）
- Food Truck Simulator（2022年）
- Food Truck Empire（2022年）

## ギャラリー
様々な形態のキッチンカー

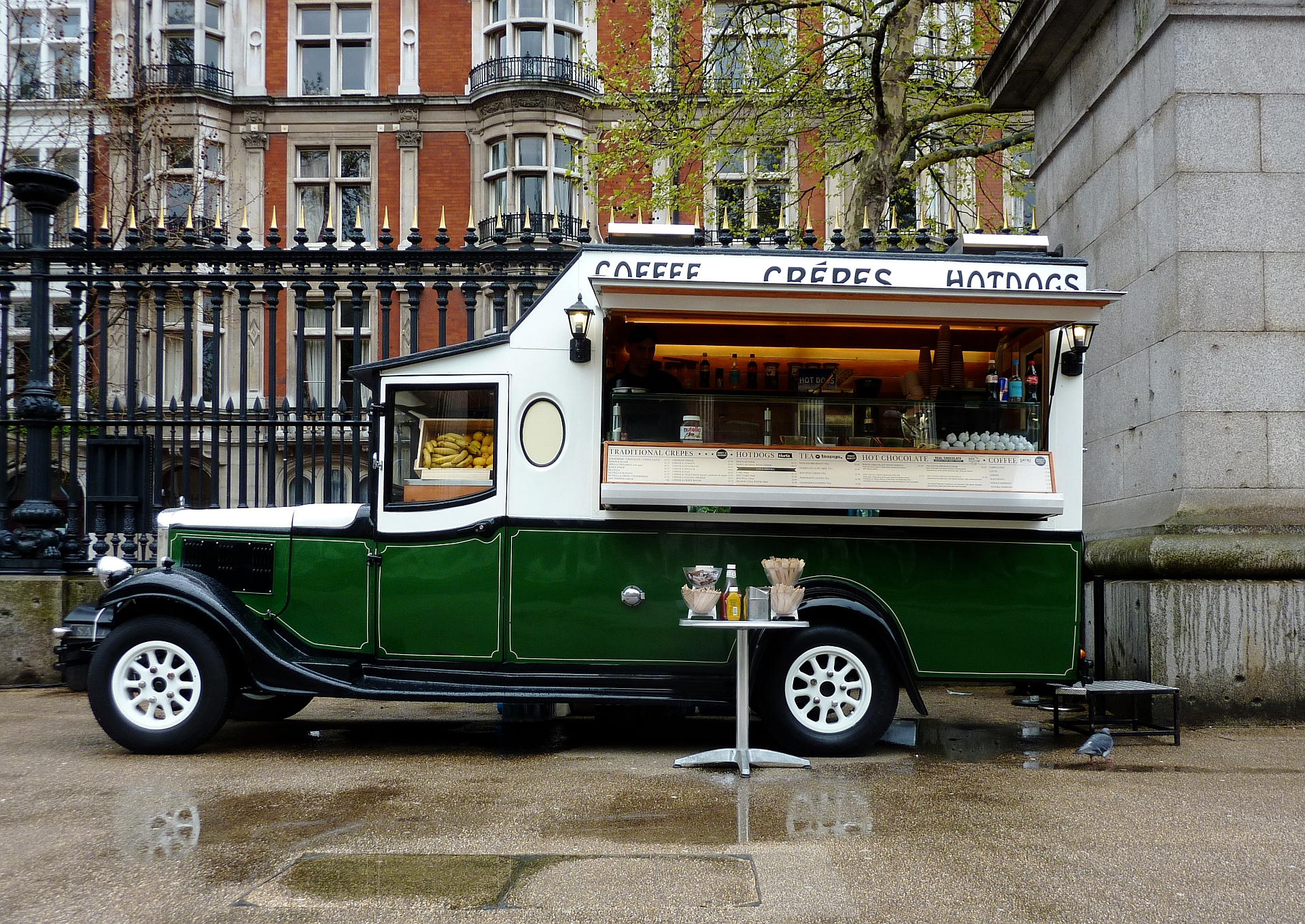
イギリスロンドンでコーヒー、クレープ、ホットドッグを提供するフードトラック
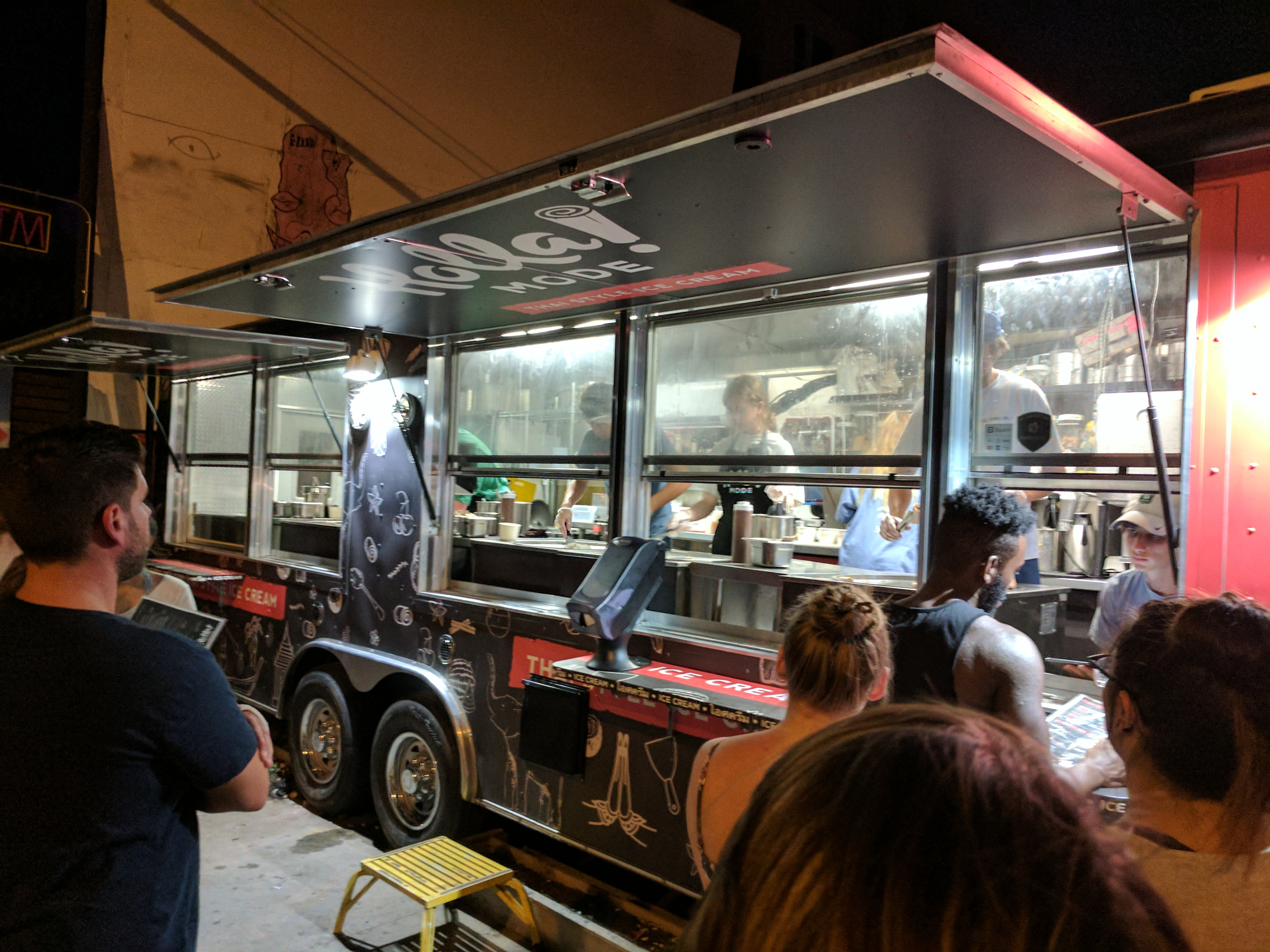
テキサス州オースティンで稼働するアイスクリームトレーラー
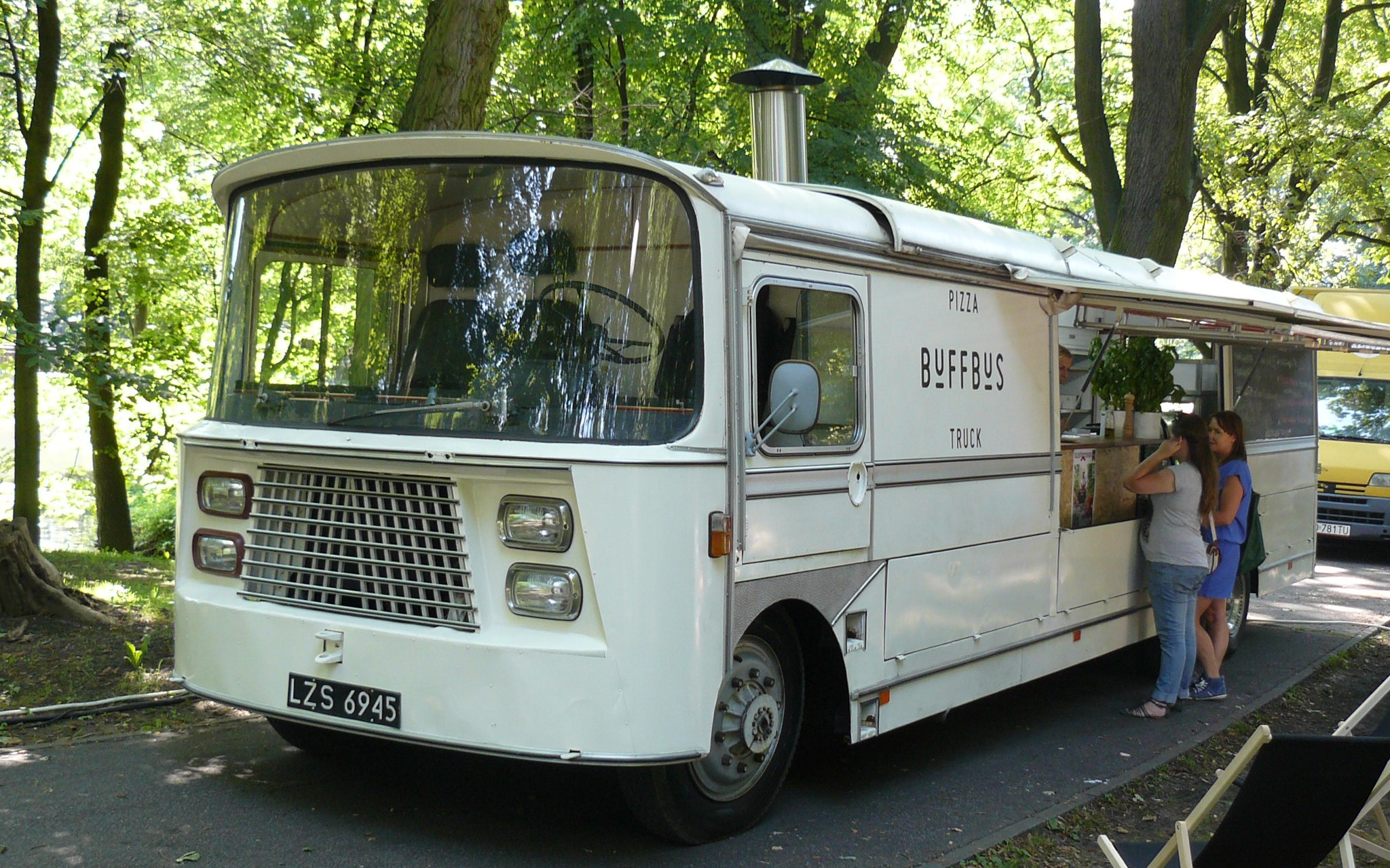
ポーランドのポズナンにある公園に設営されたバス形態のピザ店
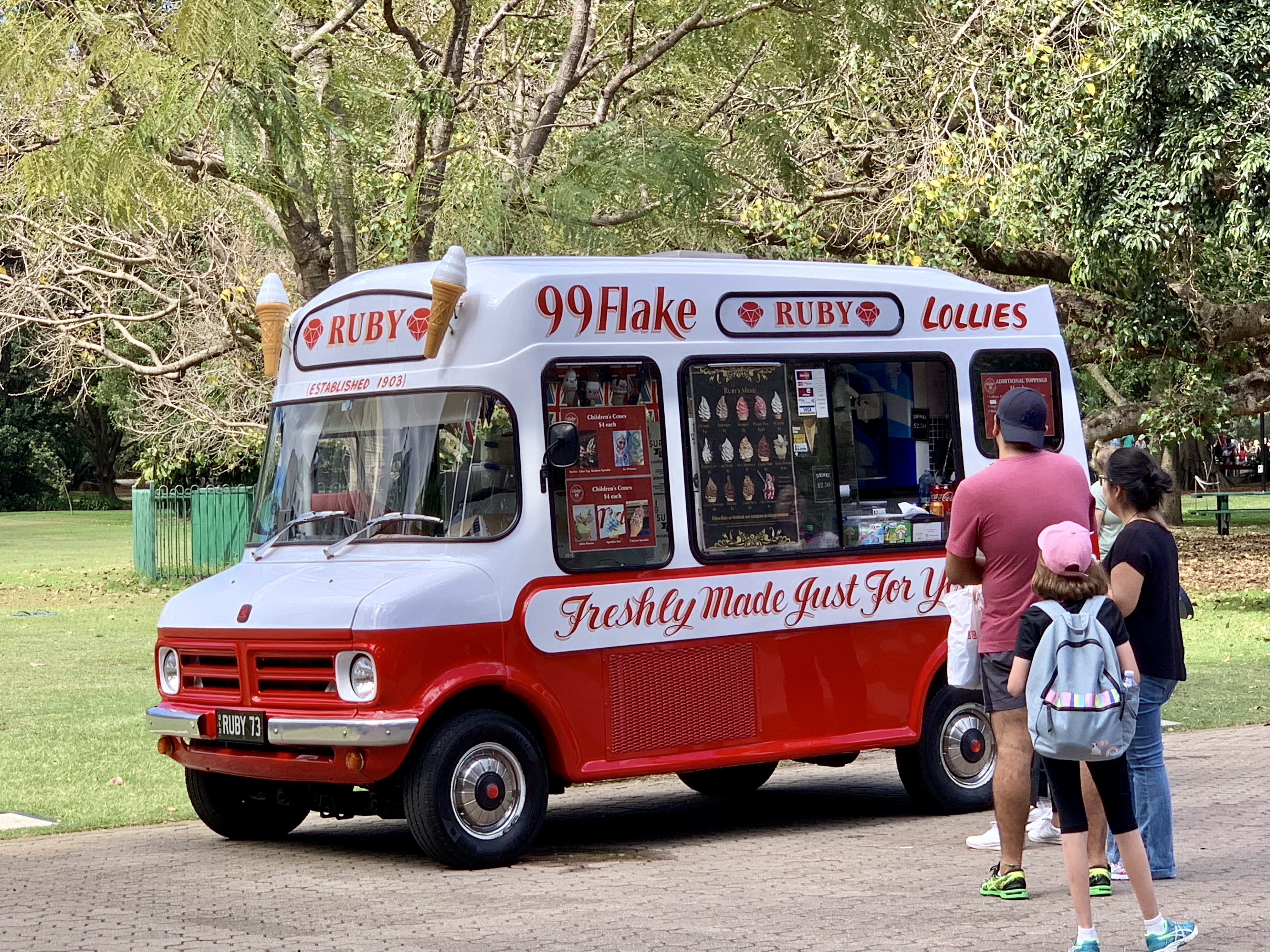
オーストラリア、クイーンズランド州ブリスベンに設営されたアイスクリームバン
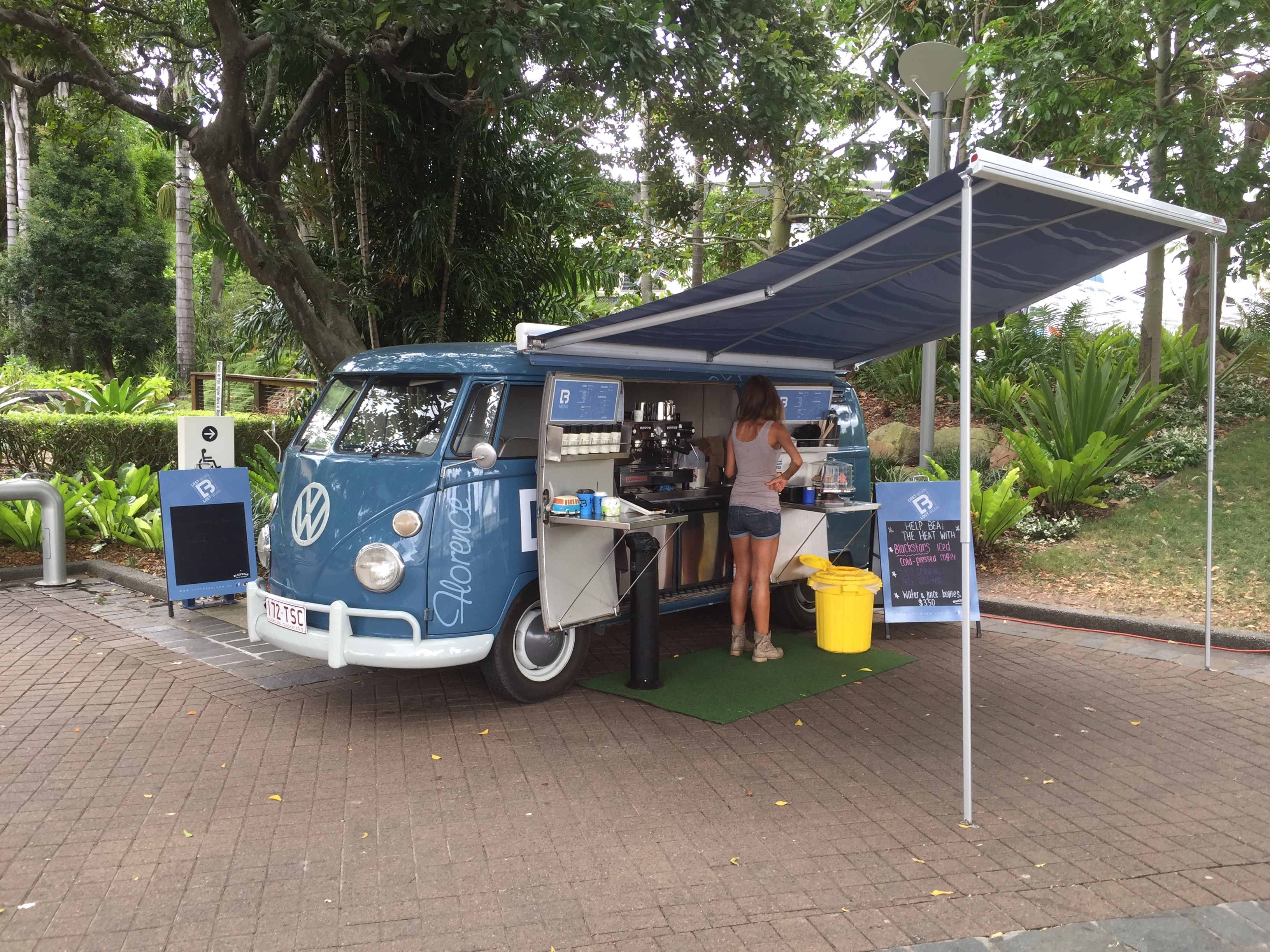
ブリスベン、サウスバンク・パークランズでのモバイルカフェ
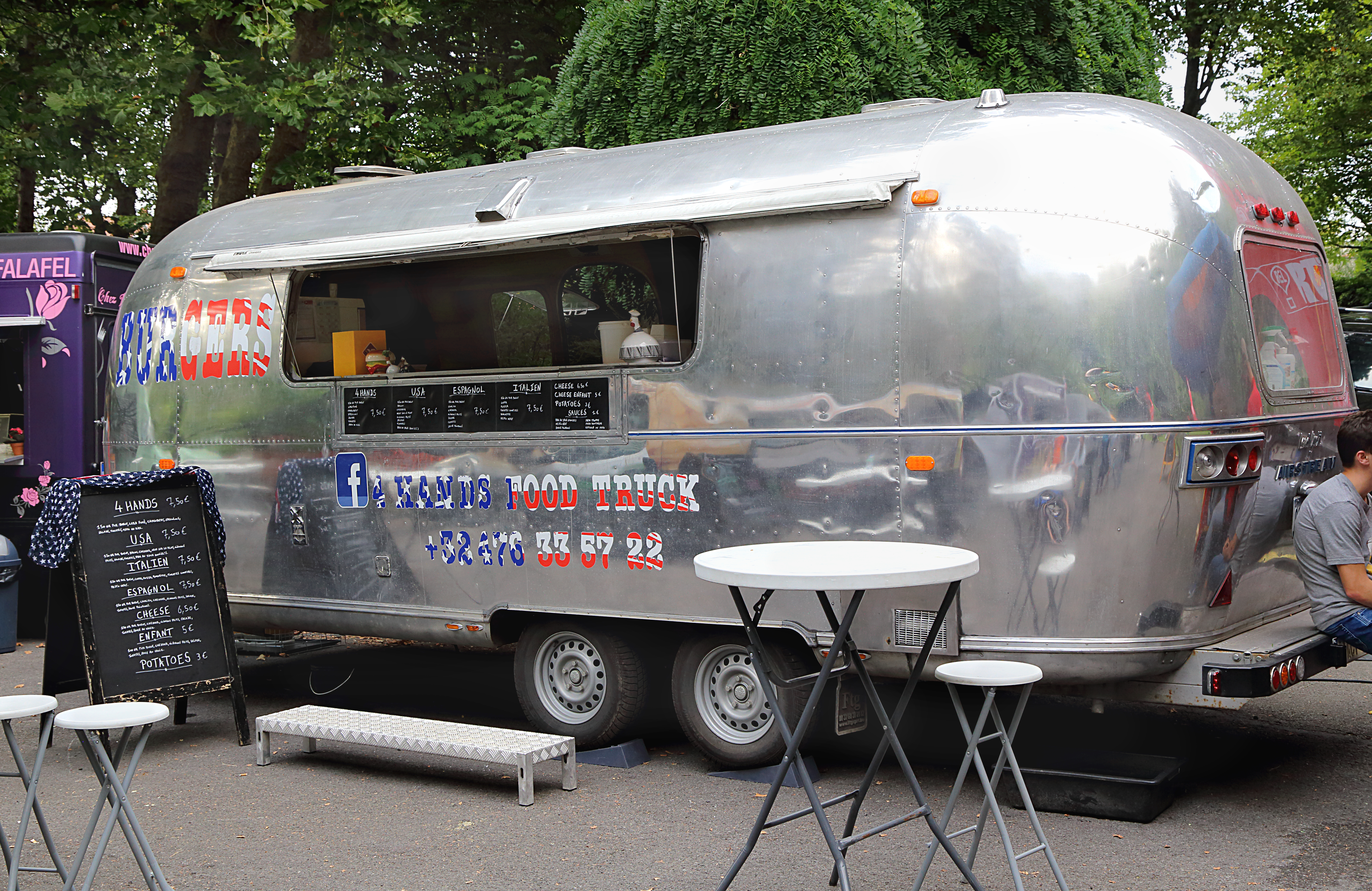
ベルギー、ムスクロンの公園に設営されたエアストリーム製トレーラーキッチン
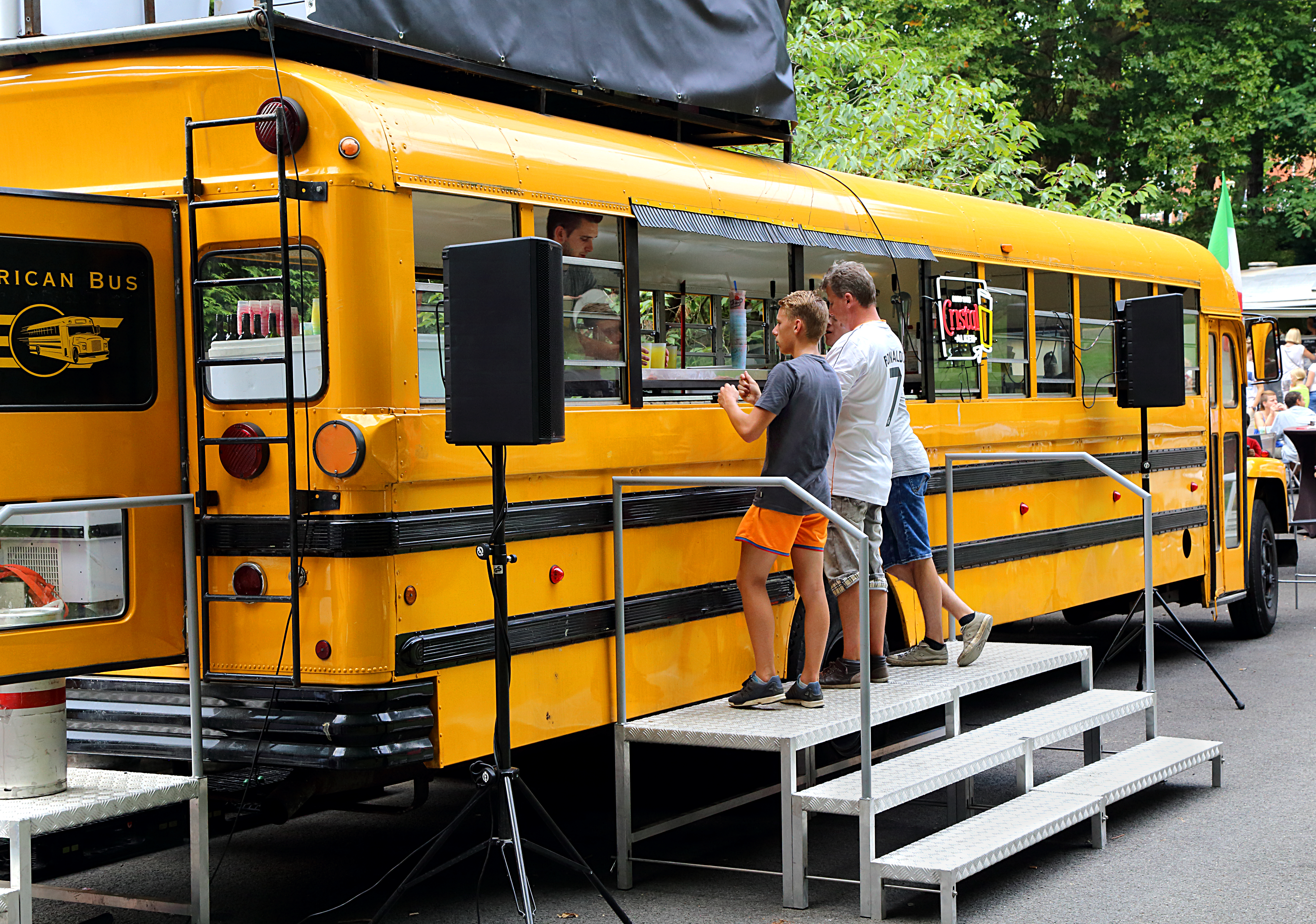
同ベルギーに設営されたスクールバス形態のキッチンバス
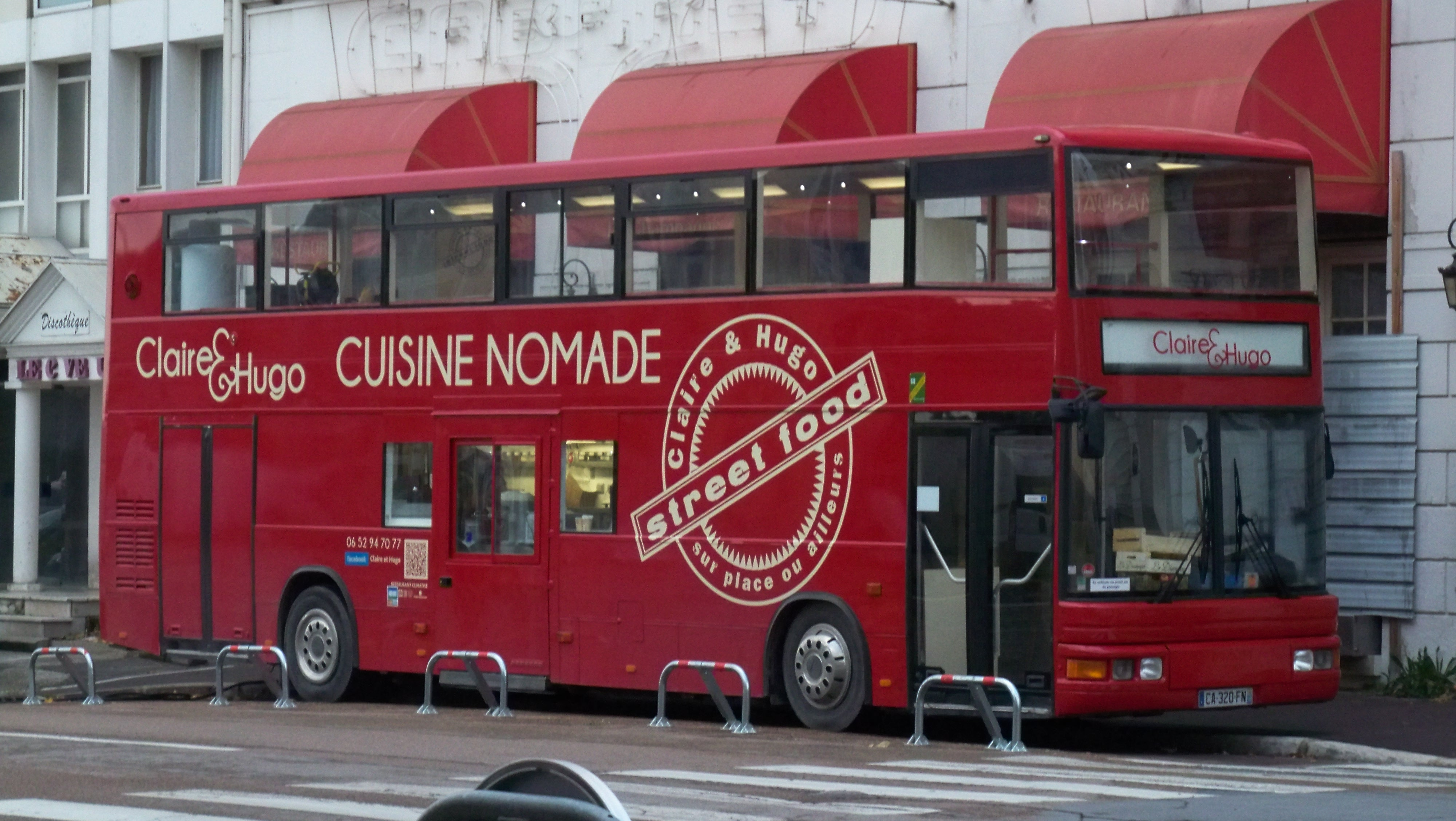
フランス、トロワで営業する2階建てバスのキッチンバス
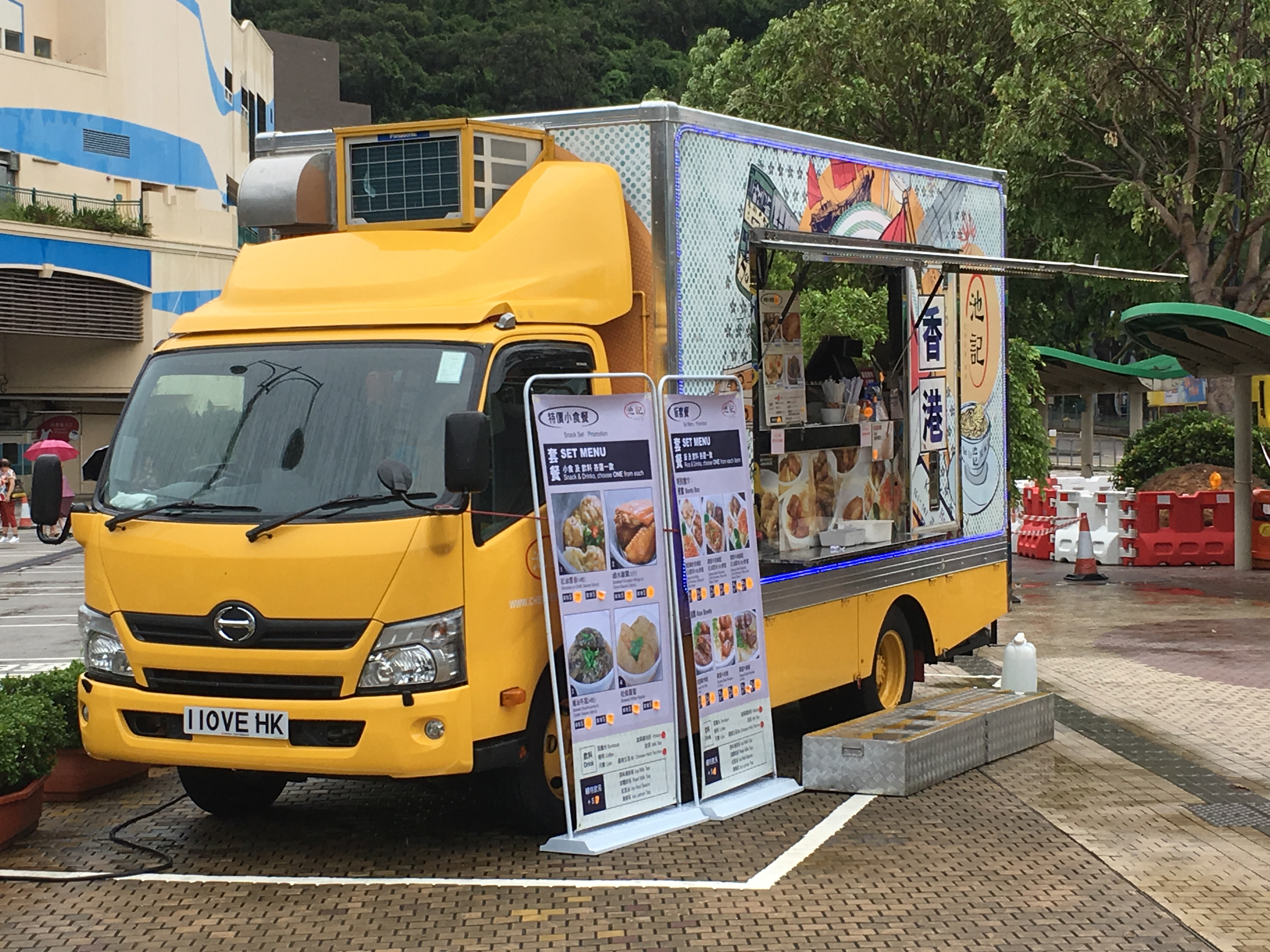
香港の公園に設営された日野300シリーズ製のフードトラック
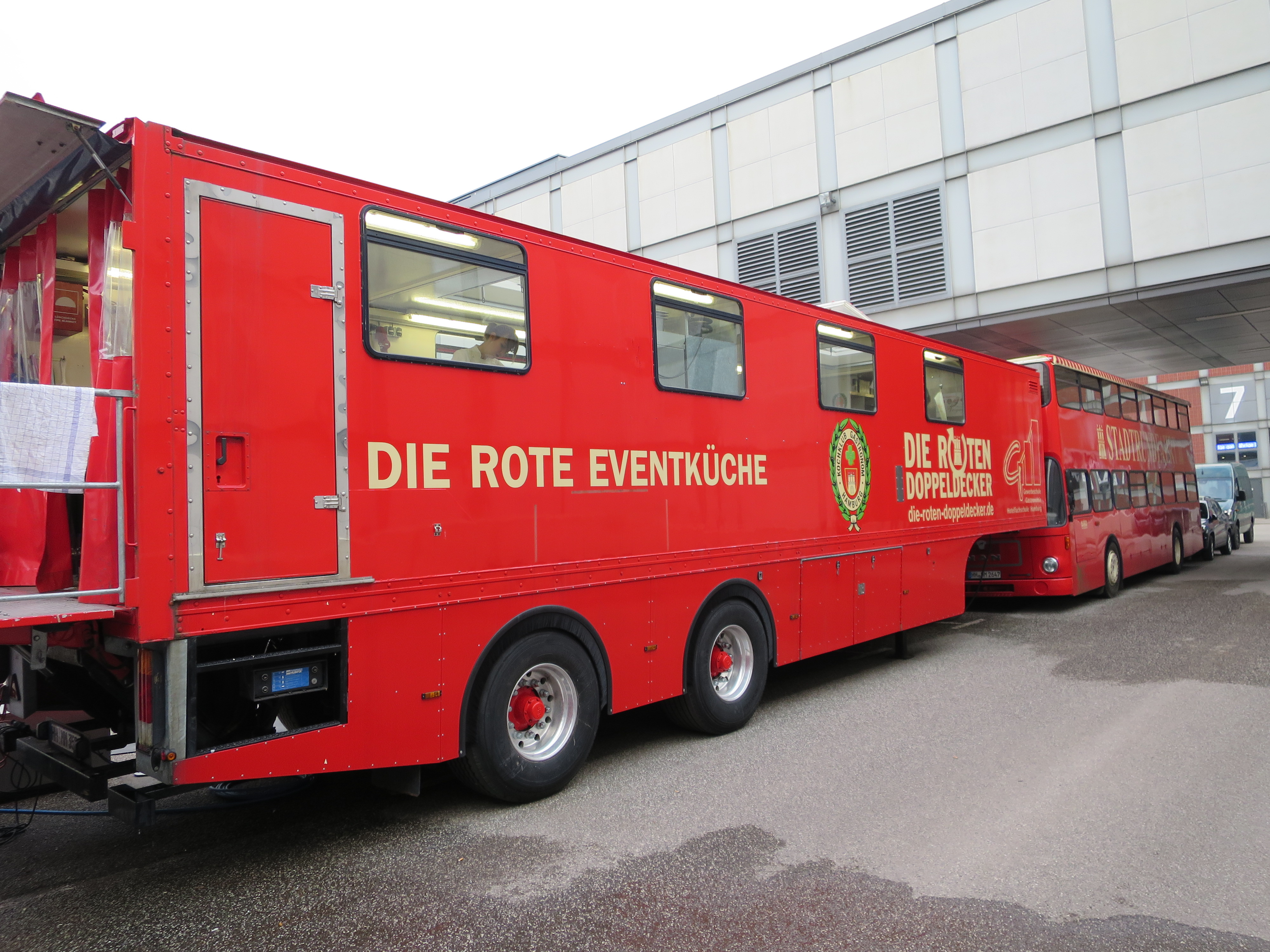
ドイツ、ベルリン国際観光フェアの見本市会場に設営された大型キッチントレーラー
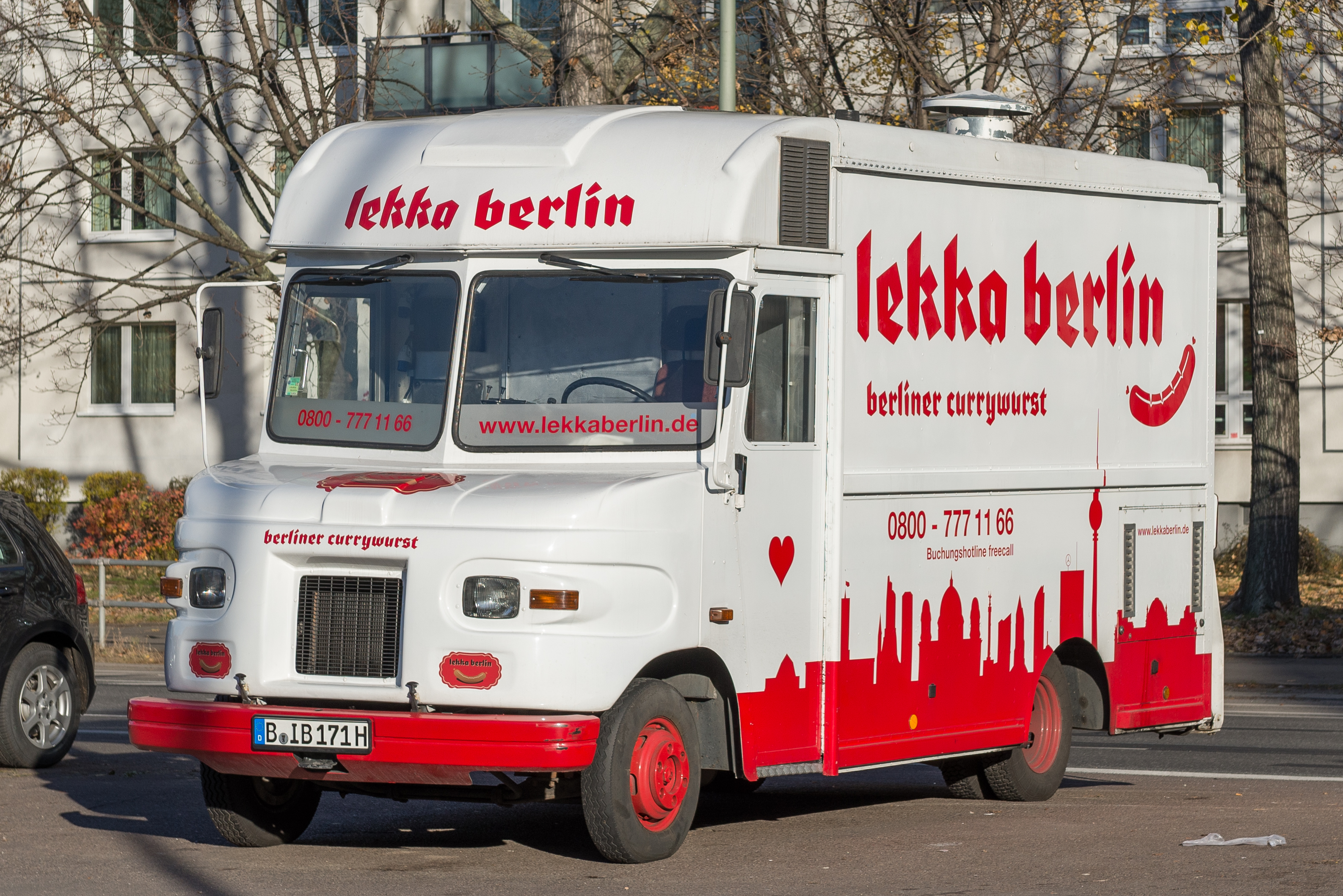
ベルリンに停車するソーセージキッチントラック
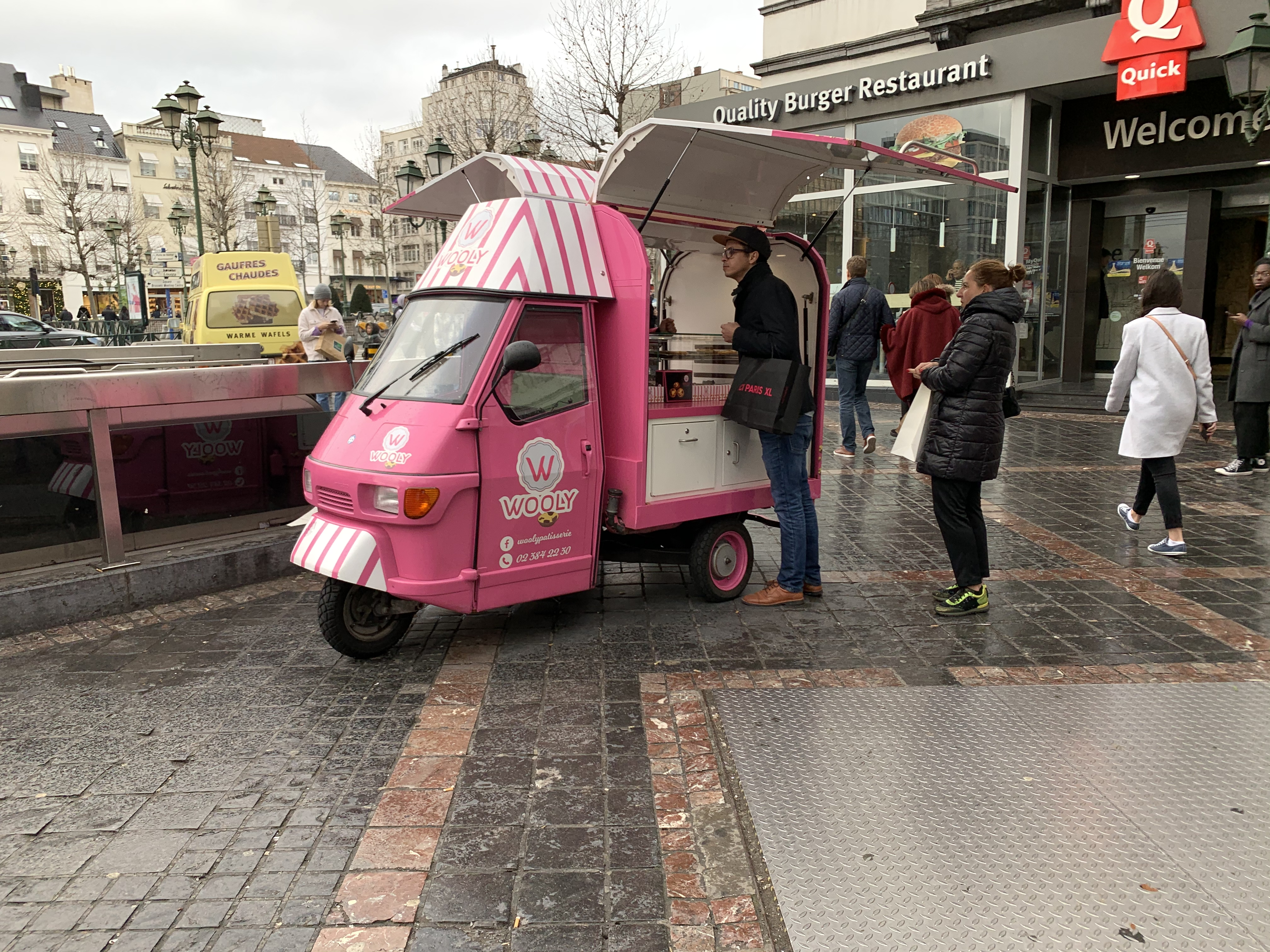
フランスで営業する3輪車形態のキッチンバイク
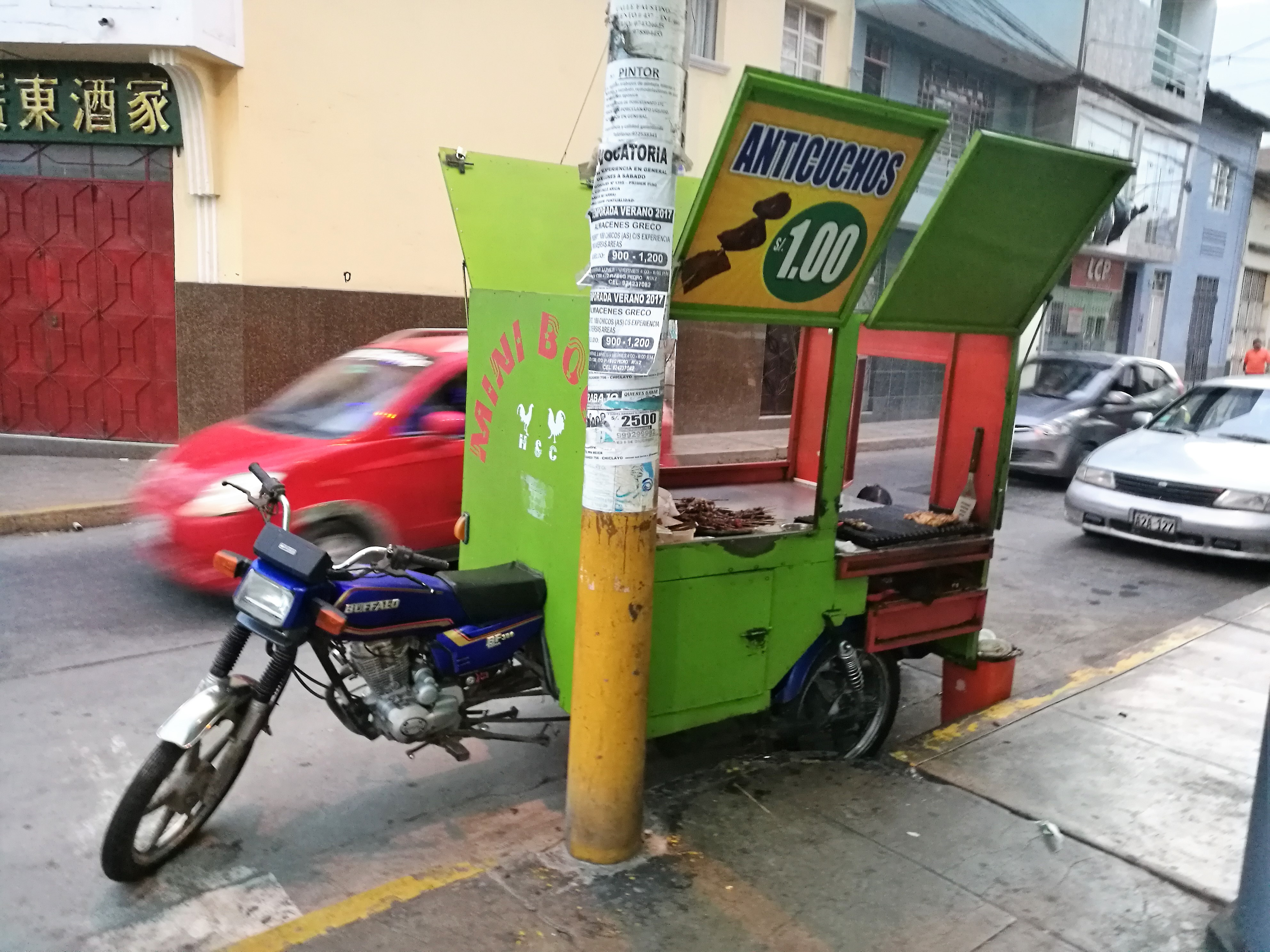
ペルーの街中で停車する2輪車ベースのキッチンバイク

日本の大手飲食チェーンが運用するキッチンカー

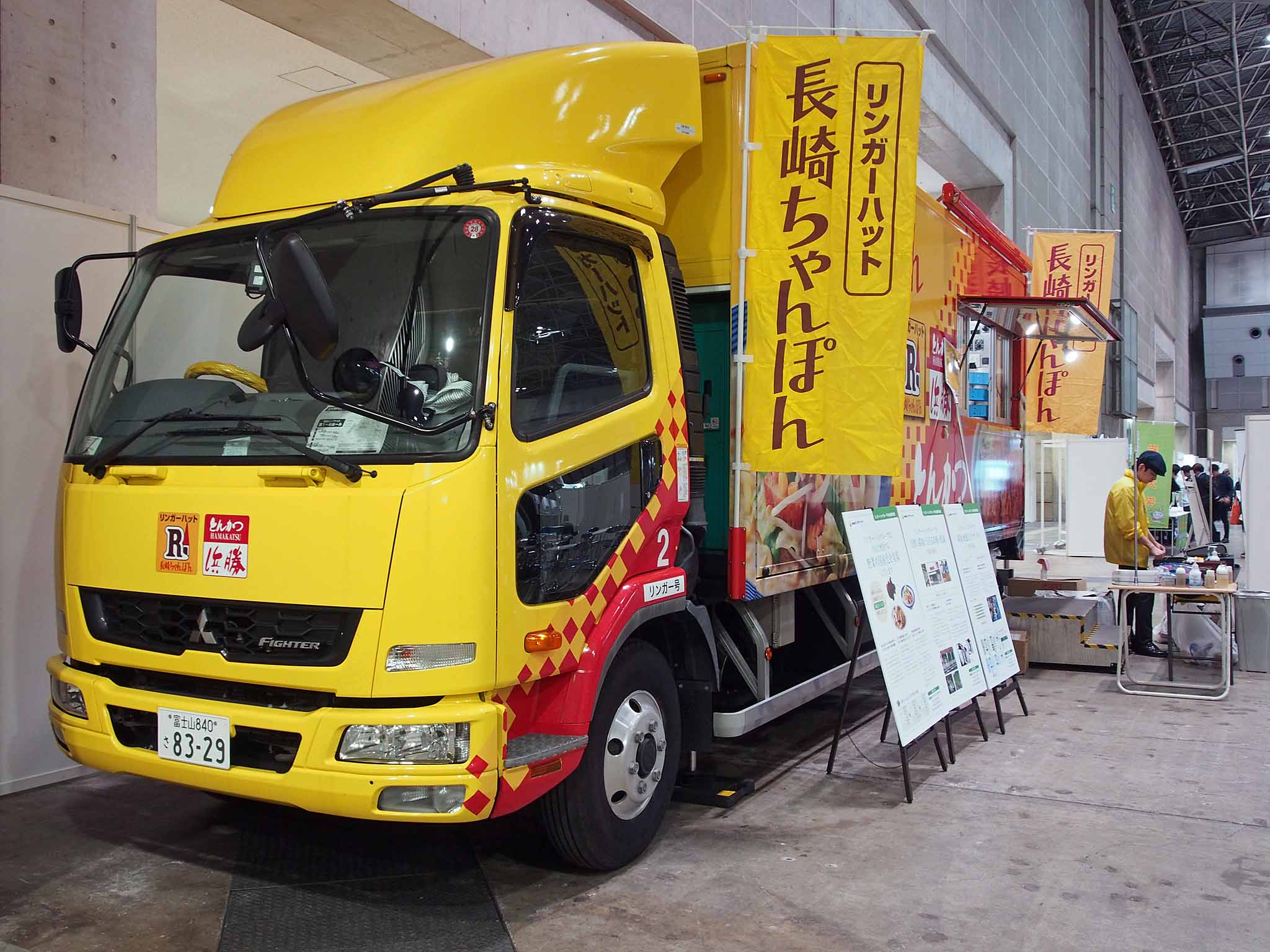
リンガーハットが運用するリンガー号（三菱ふそう・ファイター）
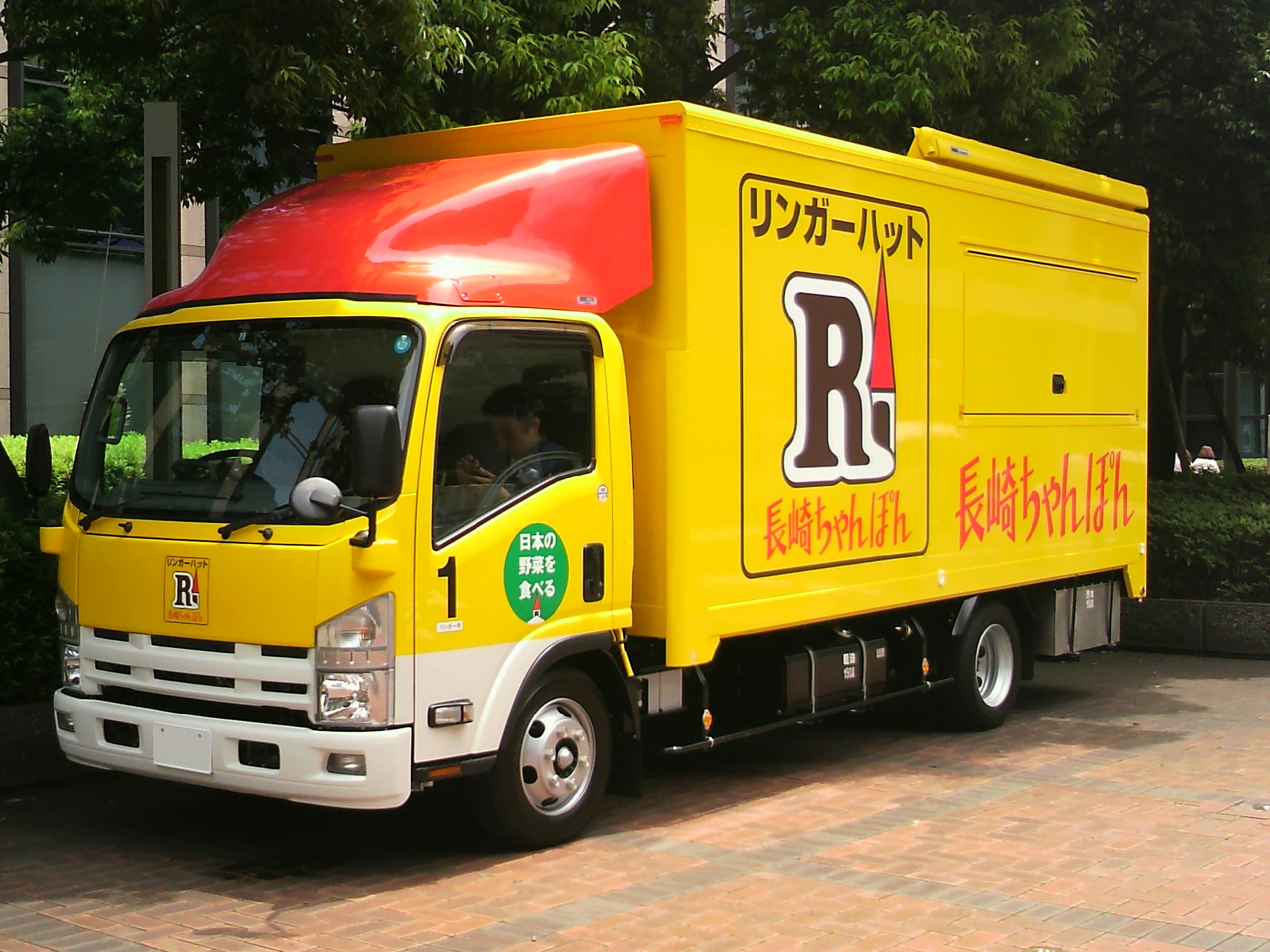
同リンガー号（いすゞ・エルフ）
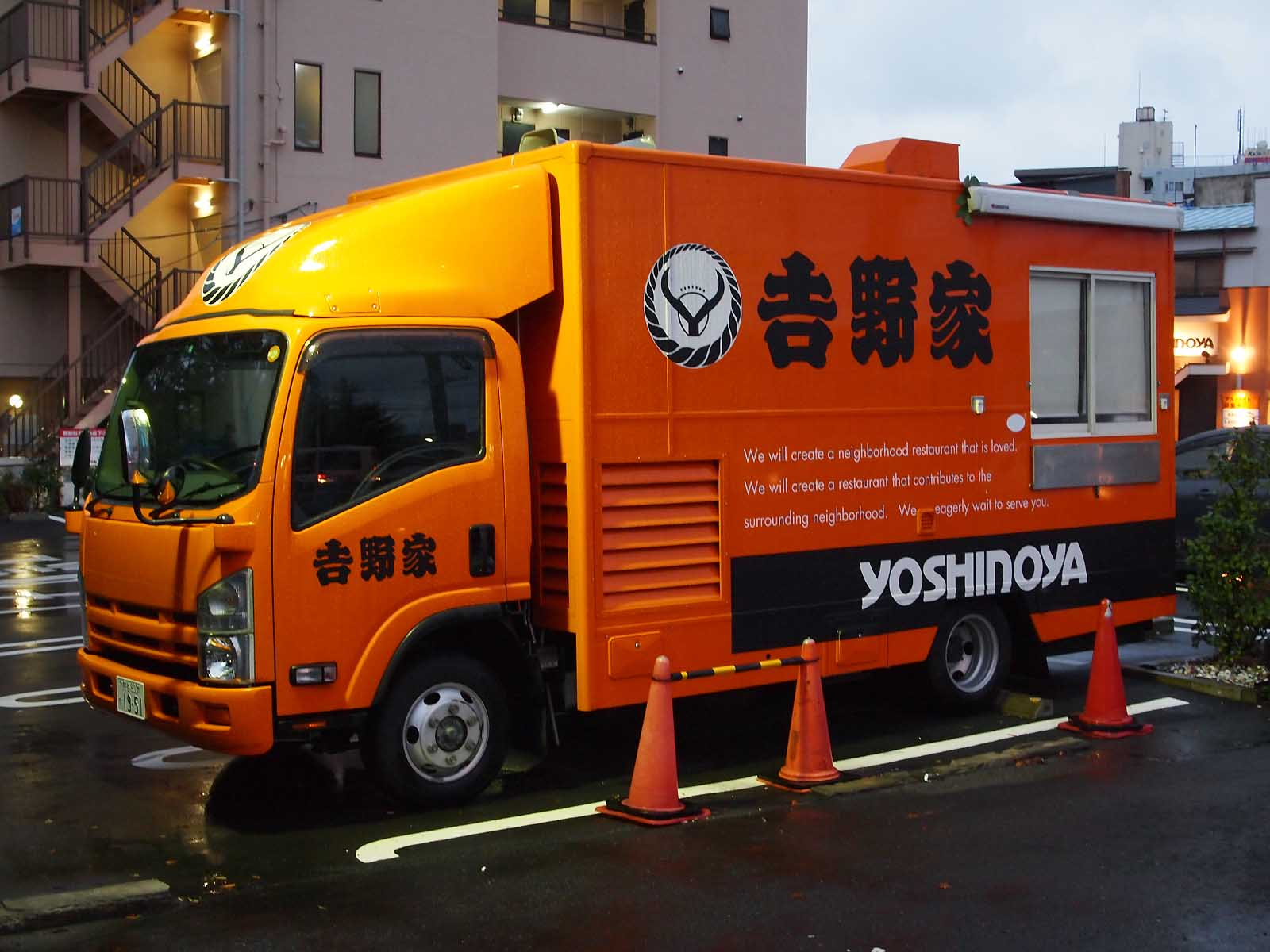
吉野家のオレンジドリーム号（いすゞ・エルフ）
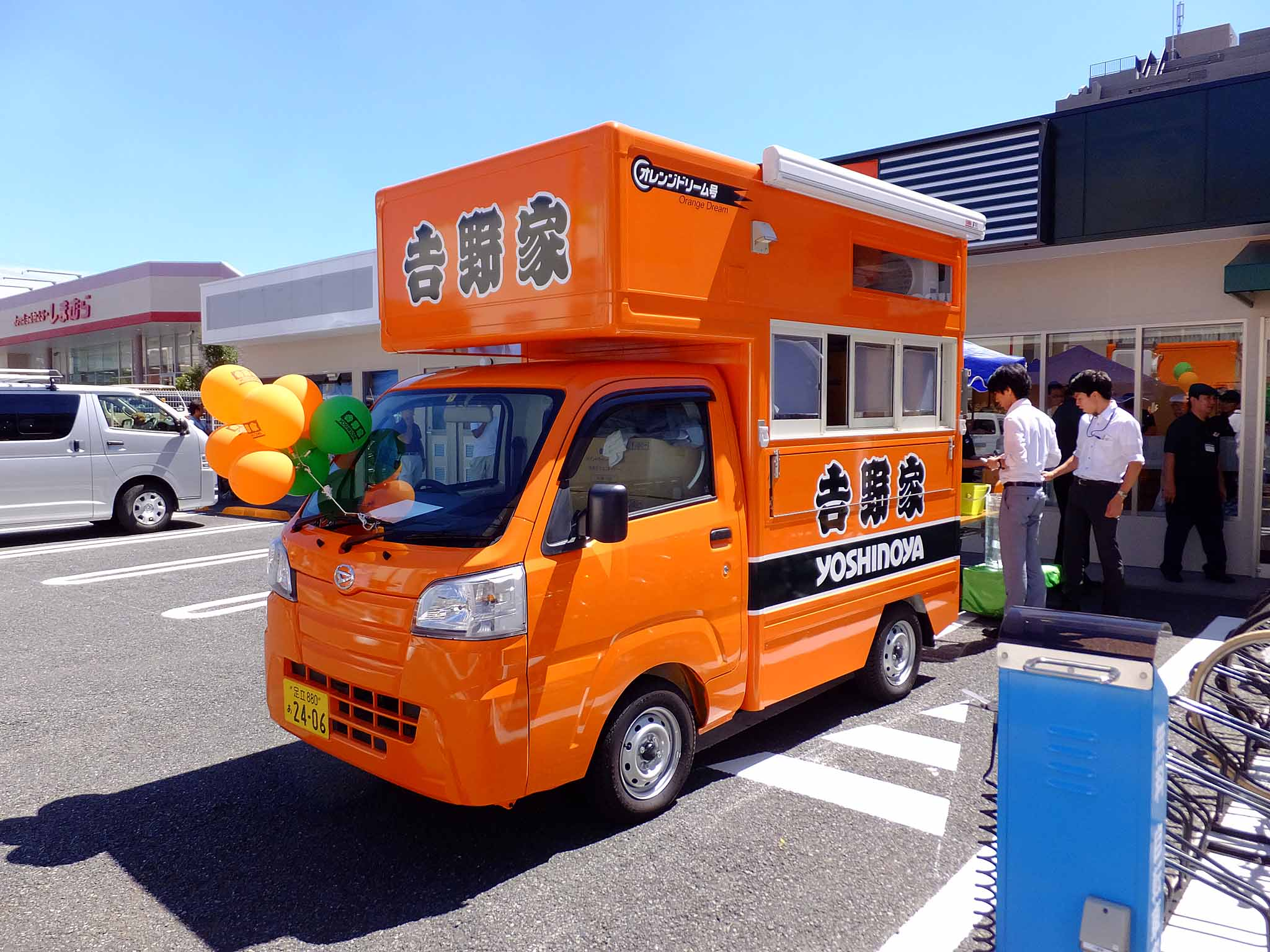
同オレンジドリーム号（ダイハツ・ハイゼット）
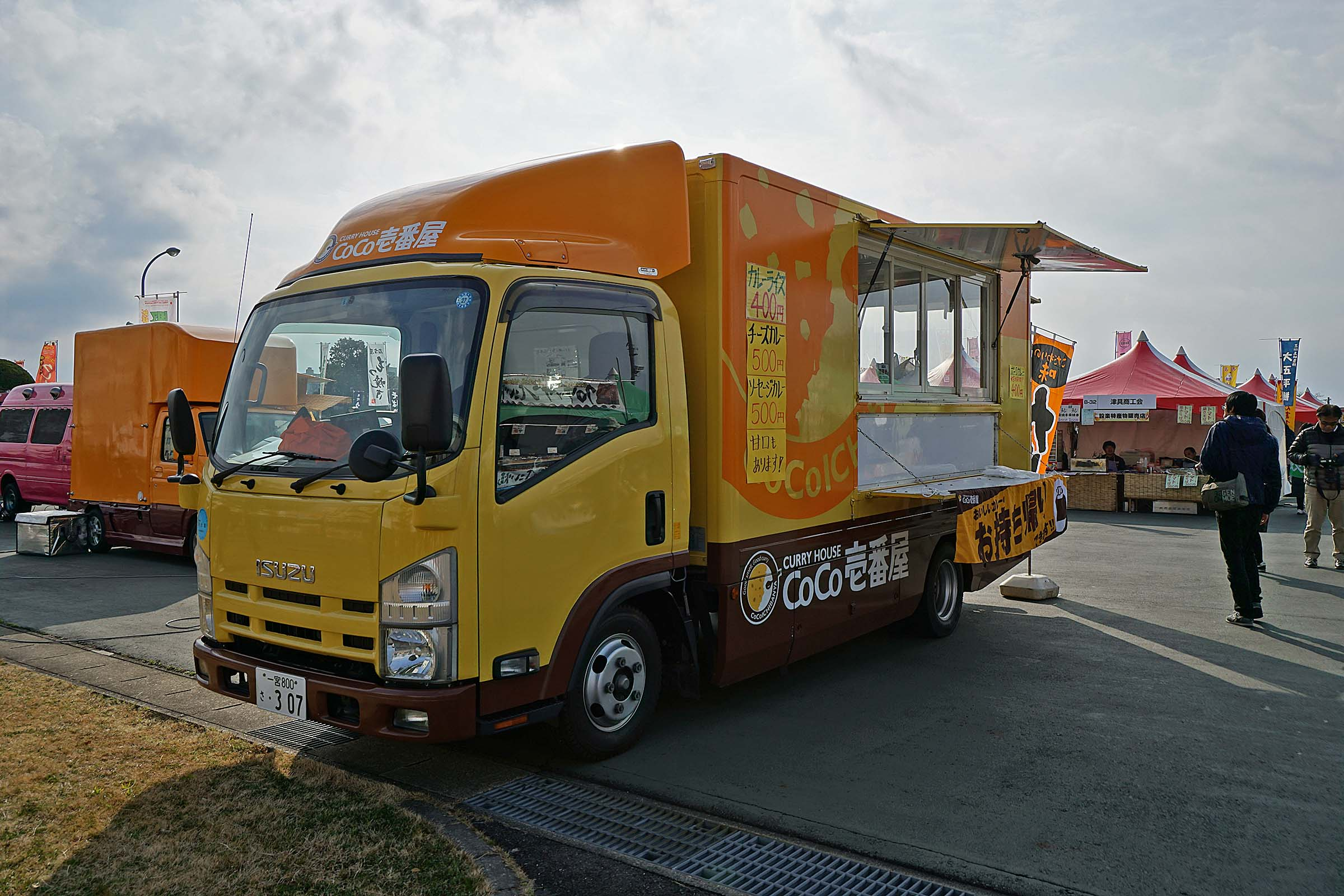
カレーハウスCoCo壱番屋のキッチンカー（いすゞ・エルフ）
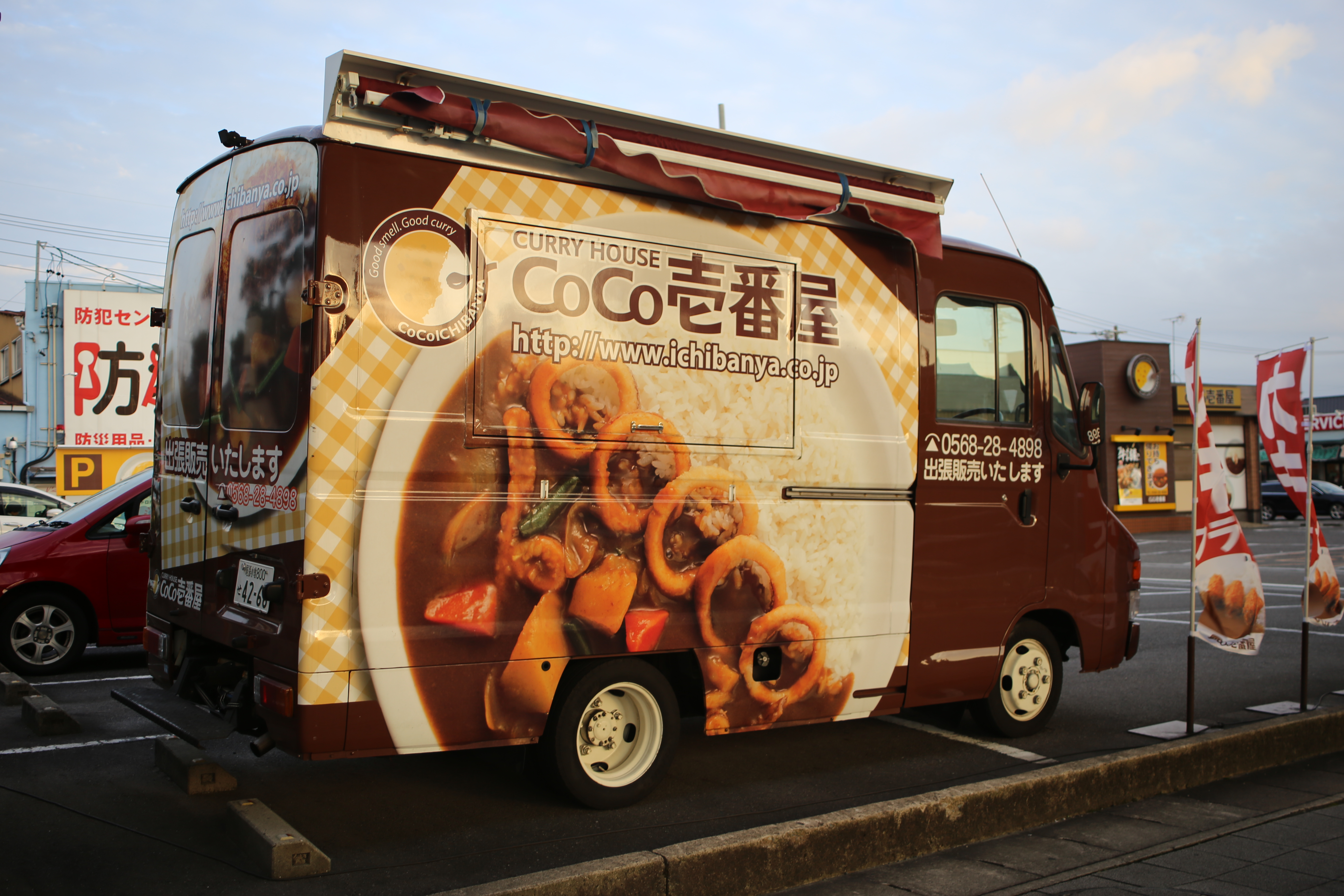
同CoCo壱番屋キッチンカー（トヨタ・クイックデリバリー）
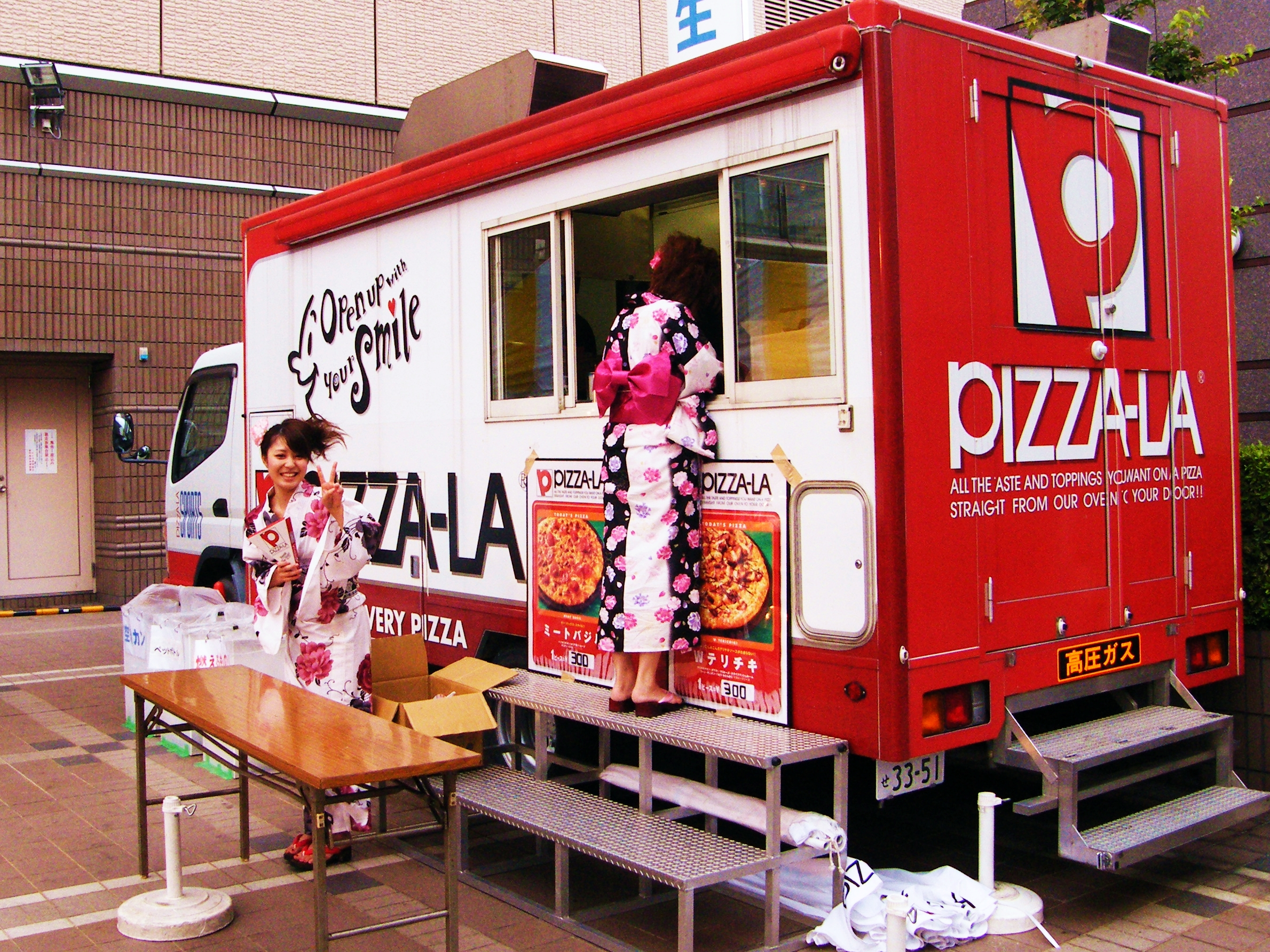
ピザーラが運用するピザーラキャラバン（三菱ふそう・キャンター）
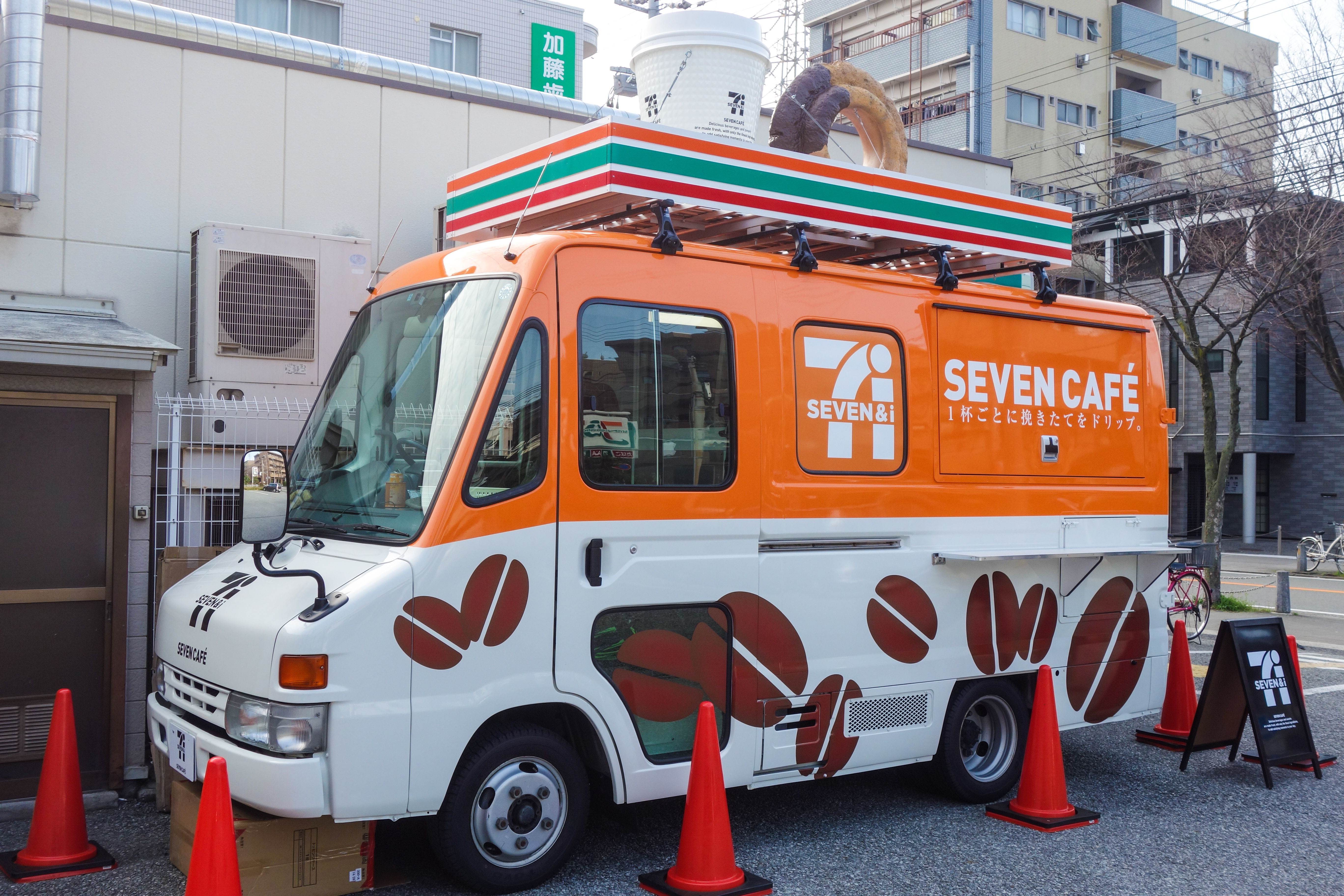
セブンカフェトラック（トヨタ・クイックデリバリー）